# Formación del espíritu nacional

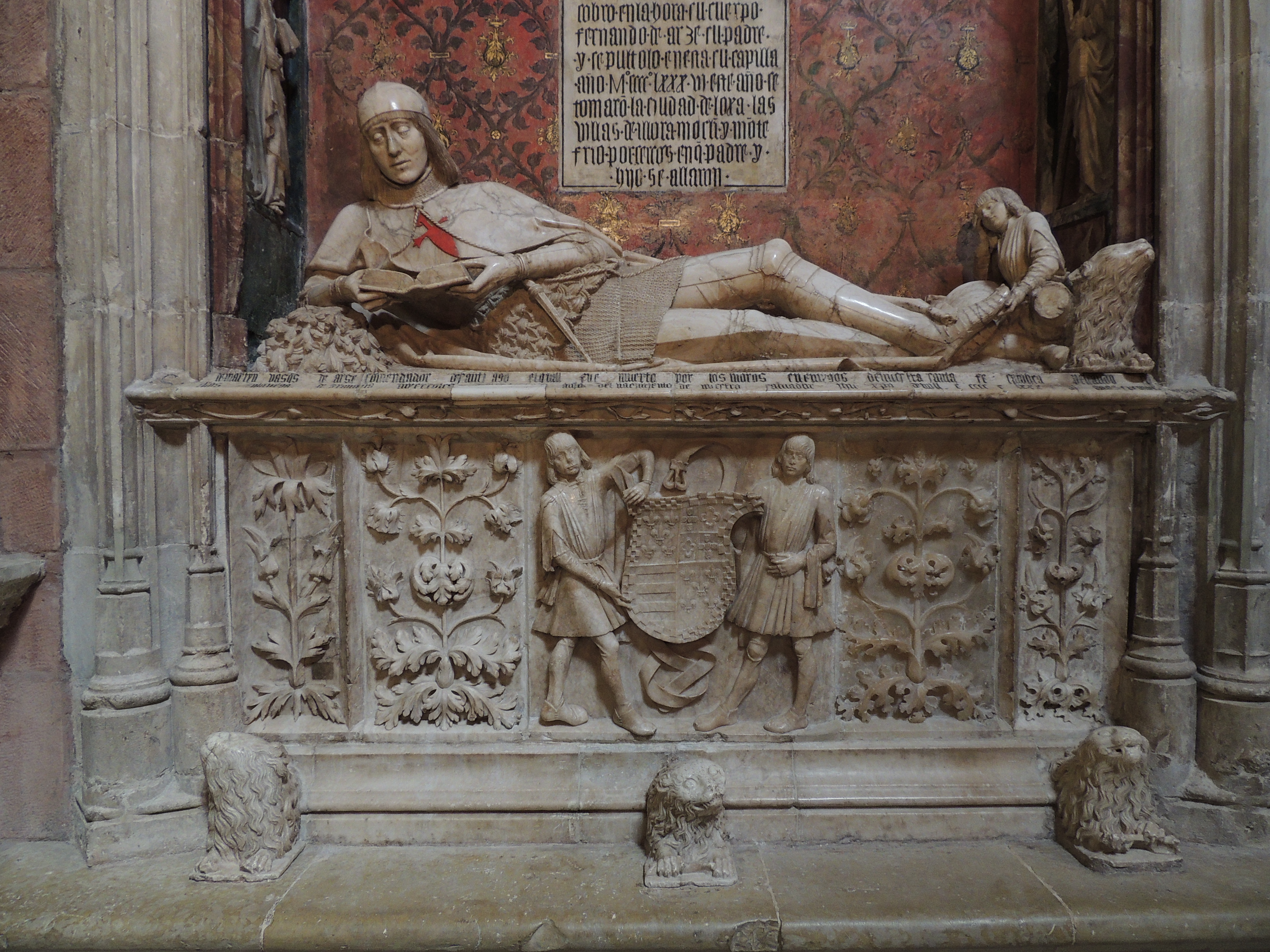
Sepulcro del Doncel, en la capilla de San Juan y Santa Catalina de la catedral de Sigüenza. Su imagen era la que aparecía en las guardas de los libros de texto de la asignatura Formación del Espíritu Nacional de la Editorial Doncel. Uno de ellos estaba escrito por Torcuato Fernández Miranda, que fue tutor del príncipe Juan Carlos y vicepresidente del gobierno cuando se produjo el asesinato de Carrero Blanco en diciembre de 1973.

Formación del espíritu nacional (FEN) era el nombre de una asignatura obligatoria en el plan de bachillerato de 1953 durante el franquismo (cuatro años antes se había introducido en el Bachillerato Laboral y en las Escuelas Normales de Magisterio). Su propósito era explícito desde su mismo nombre: la adquisición de los valores que se identificaban con el concepto nacionalista de España propio del Movimiento Nacional. La disciplina no era impartida por el profesorado ordinario sino por miembros del partido único FET y de las JONS, designados por el Frente de Juventudes para los centros masculinos y por la Sección Femenina para los femeninos, que además eran los organismos que elaboraban los programas de la asignatura, aprobados finalmente por el Ministerio de Educación Nacional. Según Rafael Valls, antes de 1953 fue la «disciplina» de la Historia la que cumplió el mismo papel, en función de lo establecido en la Ley de Bachillerato de 1938: «Es la historia, en 1938, la que ocupa esta función apologética del Nuevo Estado dentro de la educación de los alumnos de bachillerato».
La primera mención oficial de la «Formación del espíritu nacional» apareció en la Ley de Enseñanza Primaria de 1945, pero sin que constituyera una asignatura específica. En el artículo sexto de la ley, precedido por el título Formación del espíritu nacional, se decía: «Es misión de la educación primaria, mediante una disciplina rigurosa, conseguir un espíritu nacional fuerte y unido e instalar en el alma de las futuras generaciones la alegría y el orgullo de la Patria, de acuerdo con las normas del Movimiento y sus Organismos». En el inicio de la Transición se eliminó de los planes de estudios, aunque en la Ley General de Educación de 1970 (la última ley educativa franquista) se había mantenido con otro nombre: "Formación Política, Social y Económica", también impartida por profesores propuestos por la Secretaría General del Movimiento (artículo 136.3 de la Ley de 1970).
FEN era una de las popularmente conocidas como las tres marías (Religión, Gimnasia y Política), que se suponían más fáciles de aprobar que las demás, pues se valoraba más la actitud que los conocimientos. 

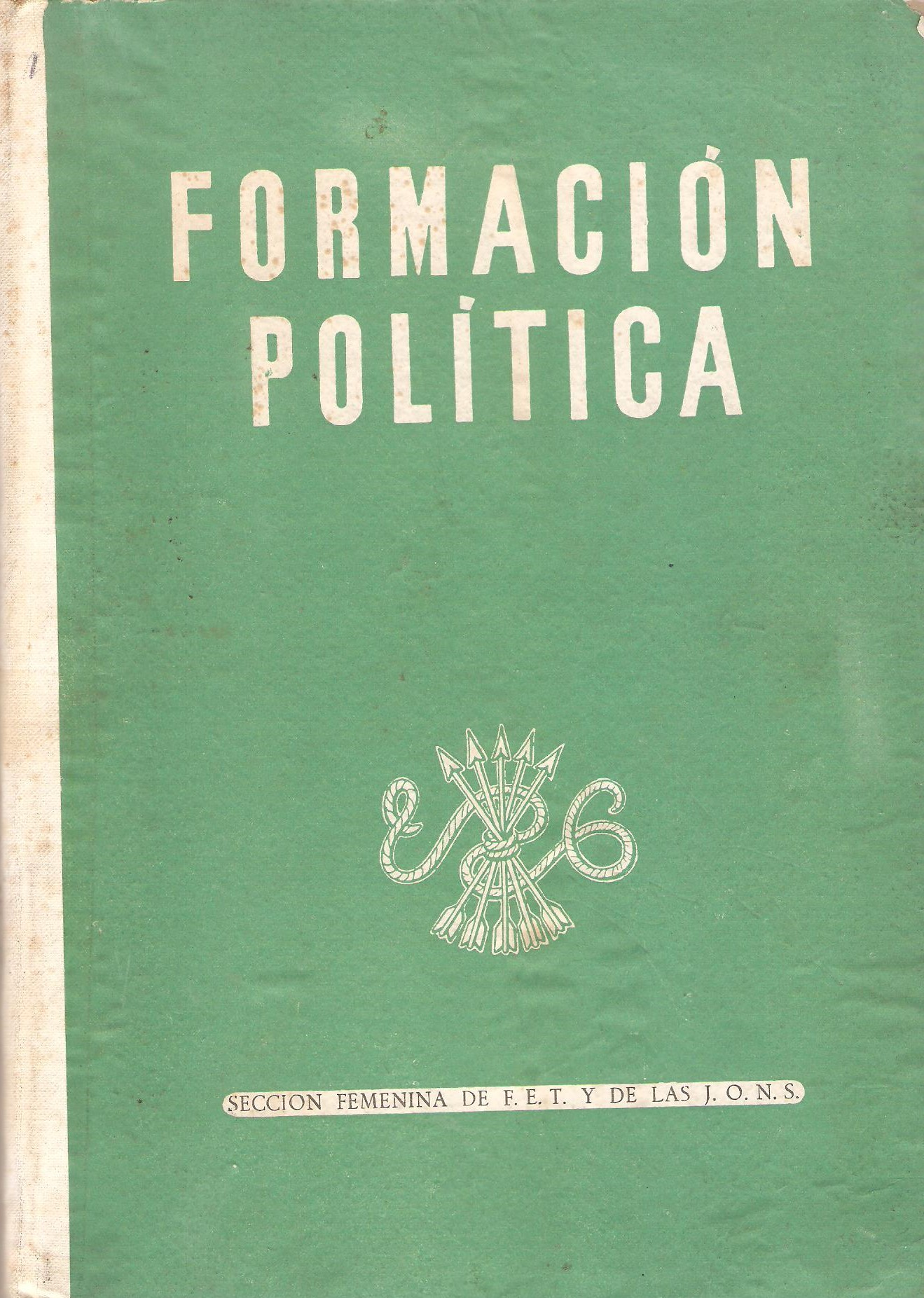
Portada del libro de FORMACIÓN POLÍTICA, de la asignatura de Formación del espíritu nacional de los primeros cursos de bachillerato femenino. Ed. Sección Femenina de FET y de las JONS

## La Formación del espíritu nacional en el bachillerato
La disciplina Formación del Espíritu Nacional aparece por primera vez en el Bachillerato Laboral creado por la Ley de 16 de julio de 1949 de Bases de Enseñanza Media y Profesional. En la Base VIII de la Ley se establecía que formarían parte de sus estudios «la formación del espíritu nacional, la educación física, y en los Centros femeninos las enseñanzas del hogar», lo que fue desarrollado en el Decreto de 24 de marzo de 1950 sobre Formación religiosa, Educación Física y Formación del espíritu nacional de los Centros de Enseñanza Media y Profesional. En el artículo cuarto del Decreto se decía: «La Formación del espíritu nacional tenderá a unificar en los alumnos su conciencia de españoles al servicio de la Patria». En el artículo séptimo se decía que la propuesta al Ministerio de Educación Nacional, para su aprobación, de «la extensión de los estudios y los programas y orientaciones» le correspondía a «la Delegación Nacional del Frente de Juventudes o, en su caso, la Sección Femenina». En el artículo octavo se establecía que «para tomar parte en el examen final necesario para la obtención del título de Bachiller profesional en las distintas modalidades será necesaria la previa declaración de aptitud en las disciplinas de Formación religiosa, Educación Física y Formación del espíritu nacional». En la Base XI de la ley se establecía que los profesores «de Educación Física y Política serán nombrados por el Ministerio, a propuesta del Frente de Juventudes o de la Sección Femenina. Asimismo, las enseñanzas del Hogar se organizarán de acuerdo con la Sección Femenina, que propondrá su Profesorado». 
La Formación del Espíritu Nacional es incorporada al bachillerato ordinario por la Ley de Ordenación de la Enseñanza Media de 1953, elaborada por el ministro de Educación Joaquín Ruiz Giménez. Viene a a sustituir en su función de adoctrinamiento franquista a la «disciplina» de Historia del bachillerato establecido en la ley de 1938, elaborada por el ministro Pedro Sáinz Rodríguez. En el artículo quinto de la ley de 1953 se decía que el Estado «velará por la formación del espíritu nacional de acuerdo con los principios fundamentales del Movimiento».
Los contenidos  de la Formación del Espíritu Nacional fueron aprobados en el Decreto de 12 de junio de 1953 que establecía el nuevo plan de estudios del Bachillerato. En el artículo tercero, referido a las «Enseñanzas especiales» se establecía que «la Formación del espíritu nacional, la Educación física y, para las alumnas, además, las enseñanzas del hogar, serán fundamentales, obligatorias y debidamente atendidas en los planes de todos los cursos, en los horarios escolares, en los exámenes y en las pruebas de grado». El artículo cuarto era el que estaba dedicado a la Formación del espíritu nacional. En él se decía que «en todos los Centros y cursos del Bachillerato Elemental y del Superior se dedicará una hora semanal de clase teórica a la Formación del espíritu nacional». Sobre el contenido de la disciplina se establecía lo siguiente:

Los cuestionarios y enseñanzas de la Formación del espíritu nacional se orientarán principalmente a infundir en los alumnos desde los primeros cursos el conocimiento de las características de la misión de España en la Historia; su servicio a los altos valores de la concepción católica de la vida; la significación que sus hombres y hechos más representativos han tenido en la Historia universal; la acción de España en América y el valor de la comunidad de los pueblos hispánicos, y las instituciones y principios fundamentales del Movimiento Nacional, especialmente la unidad religiosa, la doctrina social y el servicio al bien común de la Patria.

En una Orden posterior del Ministerio de Educación Nacional, de 4 de febrero de 1954, se añadían a los contenidos de la disciplina «el estudio de la política española en África» que se justificada alegando que «la marcada proyección que ha tenido África en la política internacional española desde los Reyes Católicos, tan vivamente mantenida por el Movimiento Nacional, así como la histórica vinculación de lo africano a todo lo español, exigen, ante el porvenir, una conciencia clara en las nuevas generaciones de lo que África es y significa para nosotros». «En su virtud, este Ministerio ha resuelto que a partir del próximo curso 1954-55 se incluya en los programas de la disciplina de «Formación del Espíritu Nacional», de todos los Centros docentes, el estudio de nuestra política en África, que abarcará los siguientes puntos: Geografía, Historia, Presente y porvenir de nuestros intereses y relaciones en África y su trascendencia en la política nacional».
En 1949 se introdujo la Formación del Espíritu Nacional en las Escuelas Normales de Magisterio por una Orden del Ministerio de Educación Nacional de 19 de febrero. En la orden se decía que «la enseñanza de Formación del Espíritu Nacional de los alumnos de las Escuelas del Magisterio estará a cargo de Profesores especiales designados por este Ministerio, a propuesta, de la Delegación Nacional del Frente de Juventudes, y la de las alumnas será dada por Profesoras designadas también por este Ministerio, a propuesta de la Delegación Nacional de la Sección Femenina». Se impartiría en el tercer curso de la Carrera durante dos horas semanales y «los programas para esta asignatura serán redactados por las correspondientes Delegaciones Nacionales del Frente de Juventudes y Sección Femenina, con la aprobación del Ministerio».
Libros de texto de la editorial Doncel para la asignatura de Formación del Espíritu Nacional:
| Curso                   | Título del Libro        | Autores                                         |
| ----------------------- | ----------------------- | ----------------------------------------------- |
| 1.º Bachiller           | Vela y ancla            | Eugenio de Bustos Tovar                         |
| 2.º Bachiller           | Aprendiz de hombre      | Gonzalo Torrente Ballester                      |
| 3.º Bachiller           | Cartas a mi hijo        | Gaspar Gómez de la Serna                        |
| 4.º Bachiller           | Convivencia humana      | Eugenio Frutos                                  |
| 5.º Bachiller           | El hombre y la sociedad | Torcuato Fernández-Miranda                      |
| 6.º Bachiller 1.ª parte | Política Económica      | Enrique Fuentes Quintana y Juan Velarde Fuertes |
| 6.º Bachiller 2.ª parte | Política social         | Efrén Borrajo Dacruz                            |

## Vela y ancla. 1.º de bachiller
La asignatura se basaba en comentar textos literarios de diferentes épocas y autores, con el fin de formar al alumno en aquellos valores que el régimen consideraba fundamentales. Estos se desarrollaban/presentaban desde tres entornos, el más cercano al alumnado, es decir, la familia y los amigos, el conformado por la sociedad como medio de convivencia y. por último, España como realidad que trascendía del pasado histórico a la realidad presente y forjadora del ideal patrio.
PRÓLOGO

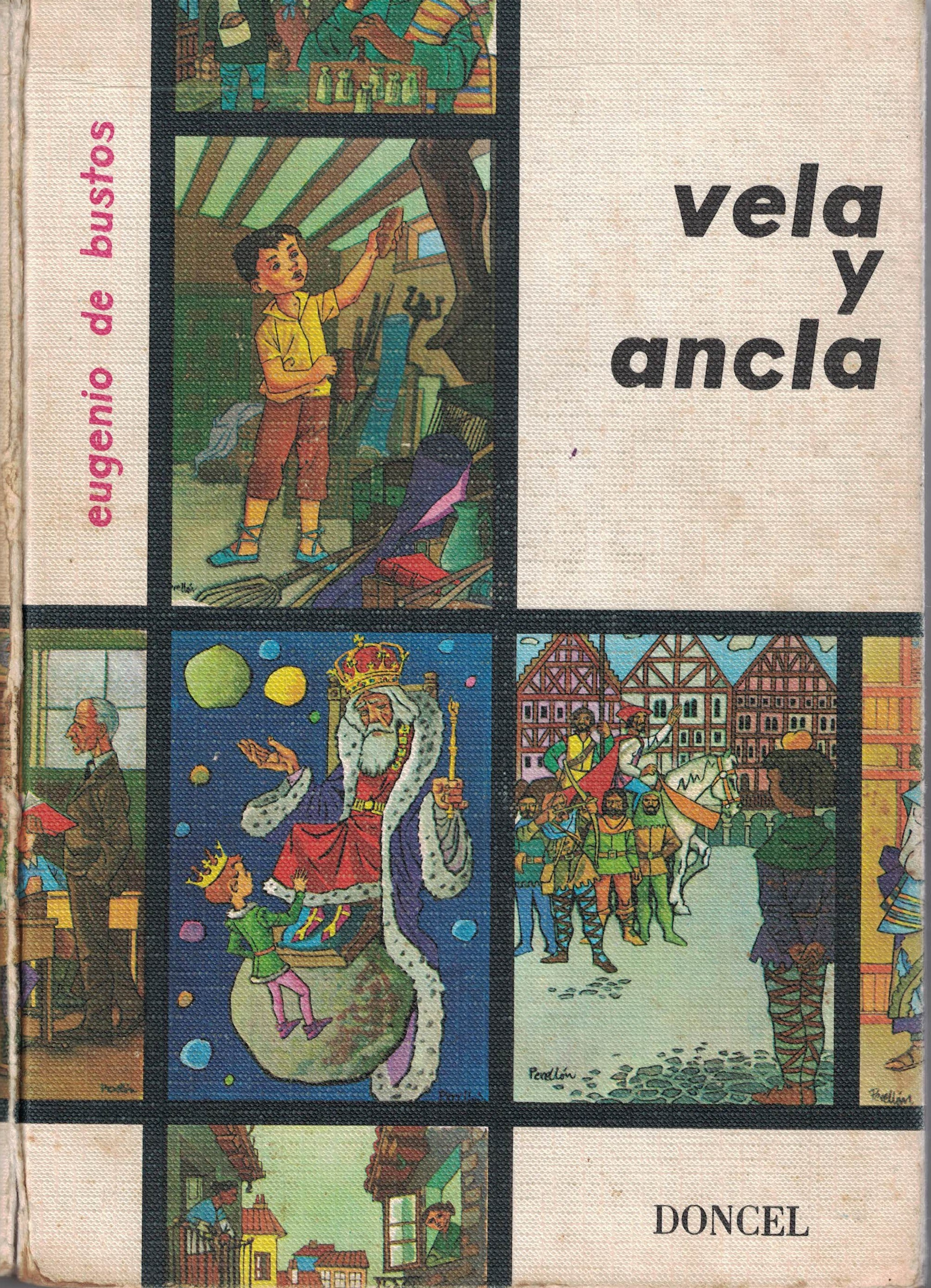
Portada del libro Vela y ancla

Tu eres una promesa de hombre; has empezado a ser eso tan difícil y maravilloso que llamamos hombre. Yo quisiera ayudarte a serlo, como un padre que lleva de la mano al hijo en sus primeros pasos, o como la madre que le enseña - cuando apenas sabe hablar- las primeras oraciones. Yo también necesité de los demás para aprender. Y mañana tus hijos precisarán la misma ayuda.
Esta es una de las verdades más ciertas que hay en la vida del hombre; me gustaría que la hicieses tuya desde ahora. Recoges una vieja herencia de esfuerzos y trabajos de todos los hombres que han sido antes de que tus ojos asombrados descubrieran la luz. Este papel y esta tinta en que se imprimen mis ideas, las mismas palabras con que te estoy hablando, son herencia. Y tus esfuerzos, alegrías y penas, serán mañana el mejor legado para tus hijos.
Por eso he procurado recoger en este libro palabras de muchos hombres que van a hablarte de esa vida que empiezas a estrenar casi ahora mismo. La mayoría de ellos han muerto; otros aún se alegran cuando los gallos anuncian la llegada del nuevo día, o se llenan de melancolía cuando muere el sol. Cada uno de ellos te dirá algo; quizá lo que tú escuches será distinto de que yo he oído. Los hombres nos equivocamos muchas veces cuando queremos pensar como niños. Pero eso no tiene ahora demasiada importancia. Lo que quisiera es que abras tus oídos y escuches sus voces. Algunas vienen enseñando a los hombres desde hace muchos siglos; otras podrías escucharlas aún. Pero en todas ellas hay una porción de verdad que puede servirte: ten coraje para descubrirla; valor alegre para vivirla.
Tendría que pedirte perdón por la premura con que he reunido estos textos, pero las cosas no se pueden hacer a la medida de nuestros deseos. No me preocupa que quizá con ellos intente contestar a unas preguntas que ni siquiera te has hecho. Tampoco, que haya algunos que no entiendas fácilmente; demuestra que quieres ser hombre, luchando con las palabras hasta conseguirlo. Pregunta siempre, sin temor, mirando a los ojos limpiamente. Sólo preguntando se aprenden los caminos.
Empiezas a vivir; tienes en tus manos un maravilloso tesoro cuyo valor sólo conocerás cuando no puedas comprarlo. Guarda intacta esa alegría. Porque ahora puedes elegir cualquier rumbo, por imposible que parezca. Ser niño es este milagro: poder serlo todo. Conserva tu mirada siempre nueva sobre todas las cosas del ancho mundo en que has venido a la vida.
Ese es mi último consejo. Ahora, toma y lee. Mi mejor gozo será el mismo, aunque un poco más pequeño, que el del apóstol San Juan: «Mi mayor alegría es saber que mis hijos andan en la verdad.»
EL AUTOR
Eugenio de Bustos
Madrid, San Luis, 1959

| Índice de materias             | Autores                        | Textos                                                   |
| ------------------------------ | ------------------------------ | -------------------------------------------------------- |
| TU Y YO                        |                                |                                                          |
| Creación de la mujer.          | SAGRADA BIBLIA.                | Libro del Génesis                                        |
| Amor del hijo al padre.        | SAGRADA BIBLIA.                | Libro de Tobías.                                         |
| Amor del padre al hijo.        | MENÉNDEZ PIDAL, Ramón.         | Romance IV de Los Infantes de Lara                       |
| Amor a la madre.               | VALERA, Juan.                  | El espejo de Matsuyama                                   |
| Amor de la madre. ·.           | LOPE DE VEGA.                  | Villancico.                                              |
| Los hermanos.                  | ROPS, Daniel.                  | La Sublime Historia: «Historia de José».                 |
| El amigo.                      | SANCHEZ SILVA, José María.     | Marcelino Pan y Vino.                                    |
| La escuela                     | MACHADO, Antonio.              | Soledades: «Recuerdo infantil».                          |
|                                | UNAMUNO, Miguel de.            | Recuerdos de niñez y mocedad.                            |
|                                | MATEO, San.                    | Evangelio.                                               |
|                                | MARTINEZ RUIZ, José.           | Las confesiones de un pequeño filósofo.                  |
|                                | DAUDET, Alfonso.               | La última clase,                                         |
|                                | JUAN DE LA CRUZ, San.          | Coplas a lo divino,                                      |
|                                | ROPS, Daniel.                  | La Sublime Historia.                                     |
|                                | CALDERÓN DE LA BARCA, Pedro.   | La vida es sueño,                                        |
| TODOS                          |                                |                                                          |
| La vida en común.              | BUSTOS, Eugenio de.            | La hormiga blanca                                        |
| El orden de las cosas.         | SAGRADA BIBLIA.                | Salmo XIX de David.                                      |
| Las órdenes de los hombres.    | SAINT-EXUPERI, Antoine de.     | Le petit prince                                          |
| La jerarquía.                  | QUEVEDO, Francisco de,         | Política de Dios.                                        |
| La rebelde ante la injusticia. | CASONA, Alejandro.             | Flor de Leyendas: «Guillermo Tell».                      |
| La obediencia.                 | PABLO, San.                    | Epístola a los Romanos.                                  |
| ESPAÑA                         |                                |                                                          |
| El alcalde.                    | ALARCÓN, Pedro Antonio de.     | El Carbonero Alcalde.                                    |
| El jefe.                       | SOLÍS, Antonio de.             | Razonamiento de Hernán Cortés.                           |
| Cómo mandar.                   | CERVANTES, Miguel de.          | Don Quijote de la Mancha. Parte II.                      |
| La nobleza.                    | QUINTANA; Manuel José.         | Vida de los españoles célebres: «Vasco Núñez de Balboa». |
| La fama.                       | MISTRAL, Federico.             | Recuerdos y narraciones,                                 |
| La ciudad.                     | BAROJA, Pío.                   | Los recursos de la astucia,                              |
|                                | MARAÑÓN, Gregorio.             | Elogio y nostalgia de Toledo.                            |
| Los arrabales.                 | ALONSO, Dámaso.                | Poemas puros.                                            |
| Las callejas s del pueblo.     | GUTIÉRREZ SOLANA, José.        | Calles de Medina del Campo.                              |
| Las vieja s casona s.          | SALAVERRIA, José María.        | Viaje a España.                                          |
| Los gitanos.                   | JIMÉNEZ, Juan Ramón.           | Platero y Yo                                             |
| La catedral.                   | MARAGALL, Juan.                | Los vivos y los muertos: «En la Sagrada Familia».        |
|                                | PEREZ GALDÓS, Benito.          | Episodios Nacionales: «Zaragoza».                        |
| Los hombres del pueblo.        | BLASCO IBÁÑEZ, Vicente.        | La Barraca.                                              |
| La plaza.                      | UNAMUNO, Miguel de.            | Andanzas y visiones españolas: «Salamanca».              |
| El cerillero.                  | MACHADO, Manuel.               | Estampas sevillanas: «El tío Frasquito»                  |
| El sereno.                     | MESONERO ROMANOS, Ramón de.    | Escenas Matritenses: «Madrid a la luna».                 |
| El industrial.                 | AGUSTI, Ignacio.               | Mariona Rebull                                           |
| Los marineros.                 | BAROJA, Pío.                   | Vidas sombrías                                           |
|                                | FRANK, Waldo.                  | España virgen,                                           |
| España adivinada               | ALFONSO X.                     | Crónica general: «Loor de España»                        |
| Comienzos de España.           | SERNA, Víctor de la.           | Nuevo viaje por España. III: «La venta de Tajahierro».   |
| Pescadores asturianos.         | PALACIO VALDÉS, Armando.       | José.                                                    |
| Cazador es montañeses          | PEREDA, José María de.         | Peñas arriba: «Una cacería en la montaña».               |
| La meseta                      | ORTEGA Y GASSET, José.         | El espectador: «Nota de andar y ver».                    |
|                                | SALINAS, Pedro.                | Poema de Mío Cid (Versión moderna)                       |
| La Alcarria                    | CELA, Camilo José.             | Viaje a la Alcarria.                                     |
| El Cid                         | SALINAS, Pedro.                | Poema de Mío Cid (Versión moderna)                       |
| Valle del Ebro                 | RAMON Y CAJAL, Santiago.       | Recuerdos de mi vida.                                    |
| Pirineos.                      | URABAYEN, Félix.               | La ultima cigüeña.                                       |
|                                | JIMÉNEZ, Juan Ramón.           | Pirineos.                                                |
| Mediterráneo catalán           | BAYO, Ciro.                    | Lazarillo español,                                       |
|                                | MARAGALL, Juan.                | El pas de l'any,                                         |
| Levante                        | MANRIQUE, Jorge.               | Coplas,                                                  |
| Centro de España: Toledo.      | MIRO, Gabriel.                 | El libro de Sigüenza,                                    |
| Extremadura.                   | LORENZO, Pedro de.             | Y al oeste, Portugal,                                    |
| Galicia                        | CASTRO, Rosalía de.            | Cantares gallegos, XV,                                   |
| La Mancha                      | GÓMEZ DE LA SERNA, Gaspar.     | Viaje a las Castillas.                                   |
|                                | BÉCQUER, Gustavo Adolfo.       | Leyendas                                                 |
| Córdoba.                       | MACHADO, Manuel.               | Canto a Andalucía                                        |
|                                | SENECA, Lucio Anneo.           | Cartas a Lucilio (Carta XXIV)                            |
| Sevilla                        | BALLESTEROS, Antonio.          | Historia de España. Tomo III,                            |
|                                | PEMÁN, José Maria.             | El «Séneca» y la zarza lobera.                           |
| Granada.                       | RUBÉN DARÍO.                   | Granada. ;                                               |
| Gloria de España.              | MAEZTU, Ramiro de.             | España y Europa: «Todo un pueblo en misión»              |
| Unidad de España               | MENÉNDEZ PELAYO, Marcelino.    | Historia de los heterodoxos españoles.                   |
| Amor a España                  | PRIMO DE RIVERA, José Antonio. | La gaita y la lira.                                      |
| Ser español                    | GARCÍA MORENTE, Manuel.        | Idea de la hispanidad.                                   |

## Aprendiz de hombre. 2.º de bachiller
PRÓLOGO

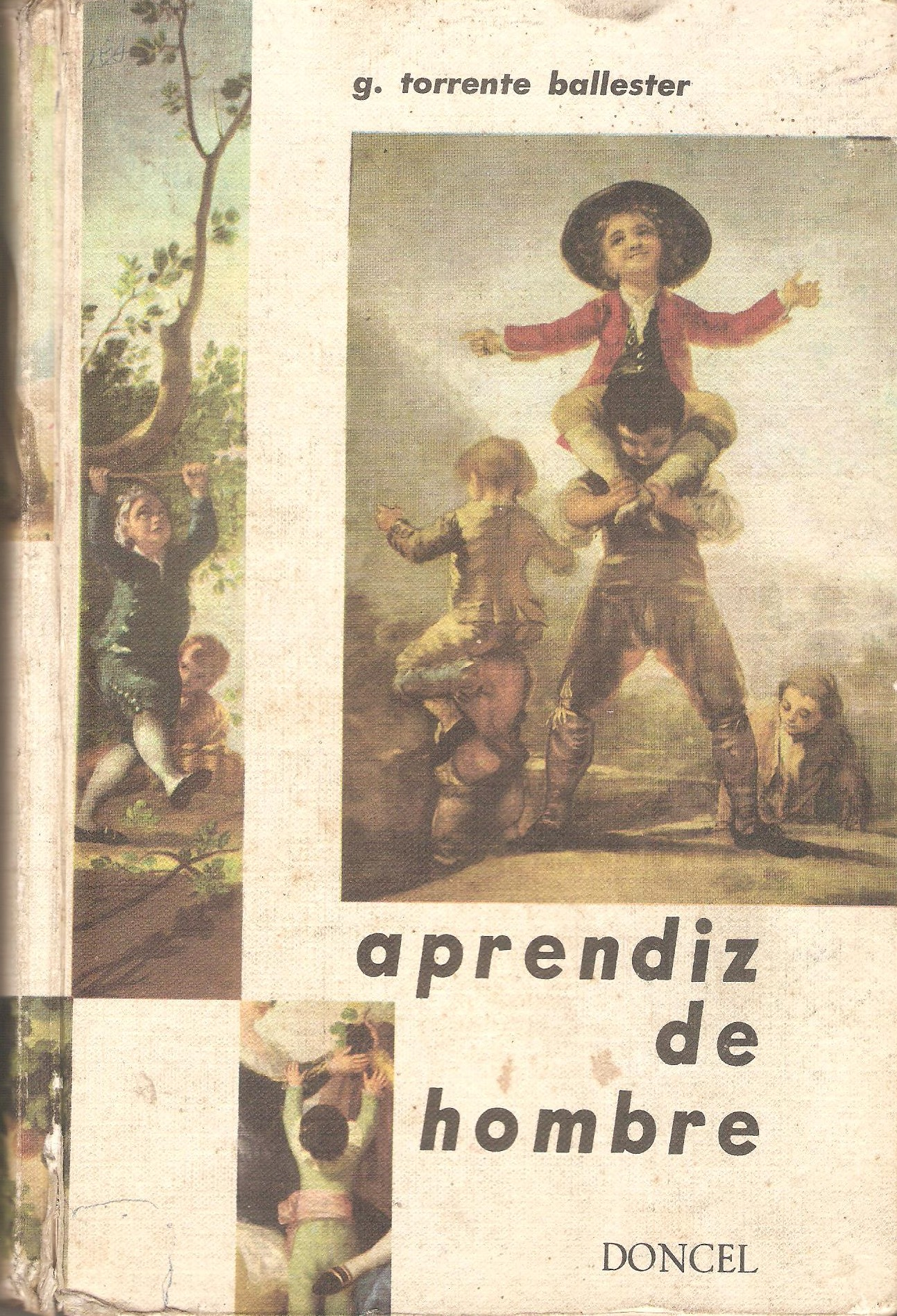
Portada del libro Aprendiz de hombre

Estás entre los hombres, de los hombres naciste y entre ellos, con ellos, vivirás. Hombres cuidarán tu cuerpo cuando estés para morir, hombres encomendarán tu alma, hombres acompañarán tu cuerpo y lo volverán a la tierra. Con los hombres, o a causa de ellos, te apenas o te alegras. Nada puedes pensar para ti que no esté relacionado con los hombres, así para el bien como para el mal. Y esto te sucede porque eres hombre y porque no puedes dejar de serlo, ni aun después de muerto: feliz en presencia de Dios, o infeliz alejado de ella, seguirás siendo un hombre; pues al final de los tiempos está profetizado que cada uno recobrará su cuerpo y, con él, su integridad humana. Es lo que quiere decir ese versillo del Credo que rezáis cada día, quizá sin fijaros bien en que significa:
Creo en la resurrección de la carne.
Naciste hombre, y hombre serás eternamente. Y has sido puesto en mundo precisamente para vivir entre hombres, para sufrir y gozar con ellos, y para hacer con ellos, entre ellos, tu vida, minuto a minuto. Porque al hacerte hombre, se te dio una vida para que la vayas haciendo: una vida de la que serás responsable.
Madrid, 25 julio 1960
EL AUTOR Gonzalo Torrente Ballester
| Índice de materias                   | Autores                       | Textos                                        |
| ------------------------------------ | ----------------------------- | --------------------------------------------- |
| CONVIVENCIA                          |                               |                                               |
| Serás hombre                         | CHEJOV, Antón                 | Vañka                                         |
| Asociación                           | FRISCH, Karl V.               | La vida de las abejas                         |
| La Familia                           | BARRIE, James M.              | Peter Pan y Wendy                             |
| Padre y madre                        | BARRIE, James M.              | Peter Pan y Wendy                             |
| El padre                             | VIGNY, Alphonse de            | Servidumbre y grandeza de las armas           |
| La empresa común                     | ORTEGA Y GASSET, José         | El origen deportivo del Estado                |
|                                      | VELLOSO, José Miguel          | Los caballeros de la tabla redonda            |
| Los amigos                           | DOSTOYEWSKI, Feodor M.        | Los hermanos Karamazov                        |
| MODOS DE RELACIÓN HUMANA             |                               |                                               |
| Nacimiento de la ciudad              | DUCHI, Jean                   | El animal vertical                            |
|                                      | FUSTEL DE COULANGES, Ninna D. | La ciudad antigua                             |
| La ciudad española                   | CELA, Camilo José             | Judíos, moros y cristianos                    |
| La capital de España                 | LAIN ENTRALGO, Pedro          | La generación del noventa y ocho              |
| La ciudad de los rascacielos         | HORAND, Paul                  | Nueva York                                    |
| El mercado                           | SANCHEZ-ALBORNOZ, Claudio     | Estampas de la vida en León, hace mil años    |
| Unión ante el peligro                | PEREZ GALDÓS, Benito          | Del 19 de marzo al 2 de mayo                  |
| La calamidad colectiva               | MANZONI, Alessandro           | Los novios                                    |
| La ciudad en fiestas                 | FLAUBERT, Gustave             | Madame Bovary                                 |
| La ciudad en calma                   | MIRÓ, Gabriel                 | Libro de Sigüenza                             |
| La provincia                         | ORTEGA Y GASSET, José         | Discurso en el banquete a la revista "Hermes" |
| Ciudadanía                           | ESQUILO                       | Las Euménides                                 |
| La ley natural                       | KIPLING, Rudyard              | El libro de las tierras vírgenes              |
| La ley moral                         | SAGRADA BIBLIA                |                                               |
| El bien común                        | SOFOCLES                      | Antígona                                      |
| AUTORIDAD Y LIBERTAD                 |                               |                                               |
| La autoridad                         | ANÓNIMO                       | Poema de Mío Cid                              |
| Responsabilidad de la autoridad      | ANÓNIMO                       | Poema de Mío Cid                              |
| Juzgar con arreglo a la ley          | SHAKESPEARE, William          | El mercader de Venecia                        |
| Mando y obediencia                   | SPENGLER, Oswald              | La decadencia de Occidente                    |
| Saber mandar y saber obedecer        | PEREZ GALDÓS, Benito          | Trafalgar                                     |
| Mando: responsabilidad y sacrificio  | PEREZ GALDÓS, Benito          | Trafalgar                                     |
| Solidaridad                          | MORENO, Almirante             | La guerra en el mar                           |
| Solidaridad heroica                  | PEREZ DE URBEL, fray Justo    | El año Cristiano                              |
| Solidaridad cristiana                | EVANGELIO                     | Sermón de la Montaña                          |
| Caridad                              | RUBÉN DARÍO                   | Cosas del Cid                                 |
| La traición                          | RIVAS, Duque de               | Un castellano leal                            |
| EL TRABAJO                           |                               |                                               |
| La obra bien hecha                   | FOE, Daniel de                | Robinsón Crusoe                               |
| El trabajo en el campo               | REYMONT, Ladislao             | Los campesinos                                |
| El trabajo en el mar                 | ALDECOA, Ignacio              | Gran Sol                                      |
| El trabajo del artista               | GOBINEAN, Conde de            | Miguel Angel                                  |
| El trabajo del artesano              | PEREZ DE URBEL, fray Justo    | Semblanzas benedictinas                       |
|                                      | MIORRIS, Buhop                | Pascal                                        |
| El trabajo científico                | CURIE, Eva                    | Vida de Madame Curie                          |
| El trabajo de un empresario          | PAPINI, Giovanni              | Gog                                           |
| El trabajo de un genio universal     | VASARI, Giorgio               | Vida de Leonardo de Vinci                     |
| Cuando se desdeña el trabajo         | QUEVEDO, Francisco de         | La vida del Buscón                            |
| El pobre labrador                    | MARTINEZ RUIZ, José "Azorín"  | Una hora de España                            |
| La picaresca                         | CERVANTES, Miguel de          | Rinconete y Cortadillo                        |
| El señoritismo                       | PALACIO VALDÉS, Armando       | La hermana San Suplicio                       |
| Todo el trabajo es necesario         | NOGALES, José                 | Las tres cosas del tío Juan                   |
| LA PERSONA                           |                               |                                               |
| La opinión pública                   | LAS CASES, Manuel             | Memorial de Santa Elena                       |
|                                      | SHAKESPEARE, William          | Julio César                                   |
| La opinión personal                  | PLATÓN                        | Critón o el deber                             |
| La dignidad                          | VIGNY, Alphonse de            | Servidumbre y grandeza de las armas           |
| Saber ganar y saber perder           | MACHADO, Manuel               | "Las Lanzas”, de Velázquez                    |
| La dignidad del fuerte               | MACHADO, Manuel               | Castilla                                      |
| La dignidad de un católico           | CHESTERTON, Gilbert K.        | La esfera y la cruz                           |
| Dignidad ante la muerte              | PRIMO DE RIVERA, José Antonio | Testamento                                    |
| El honor                             | CALDERÓN DE LA BARCA, Pedro   | El alcalde de Zalamea                         |
| Palabra de honor                     | VIGNY, Alphonse de            | Servidumbre y grandeza de las armas           |
| La libertad: suprema facultad humana | CALDERÓN DE LA BARCA, Pedro   | La vida es sueño                              |
| Ejercicio de la libertad             | DUMAS, Alejandro              | Los tres mosqueteros                          |
| Abuso de la libertad                 | THIERS, Louis A.              | Historia de la Revolución Francesa            |
| El hombre                            | ISIDORO DE SEVILLA, San       | El hombre                                     |
| La guerra y la paz                   | SUTTNER, Bertha von           | Abajo las armas                               |
|                                      | SCHENZINGER, K. A.            | El átomo                                      |
|                                      | RUIZ GARCIA, Enrique          | Suspense atómico                              |
|                                      | JUAN XXIII                    | Encíclica "Pacem in terris"                   |
| …Y serás hombre                      | KIPLING, Rudyard              | Serás hombre                                  |

## Cartas a mi hijo. 3.º de bachiller
PRÓLOGO

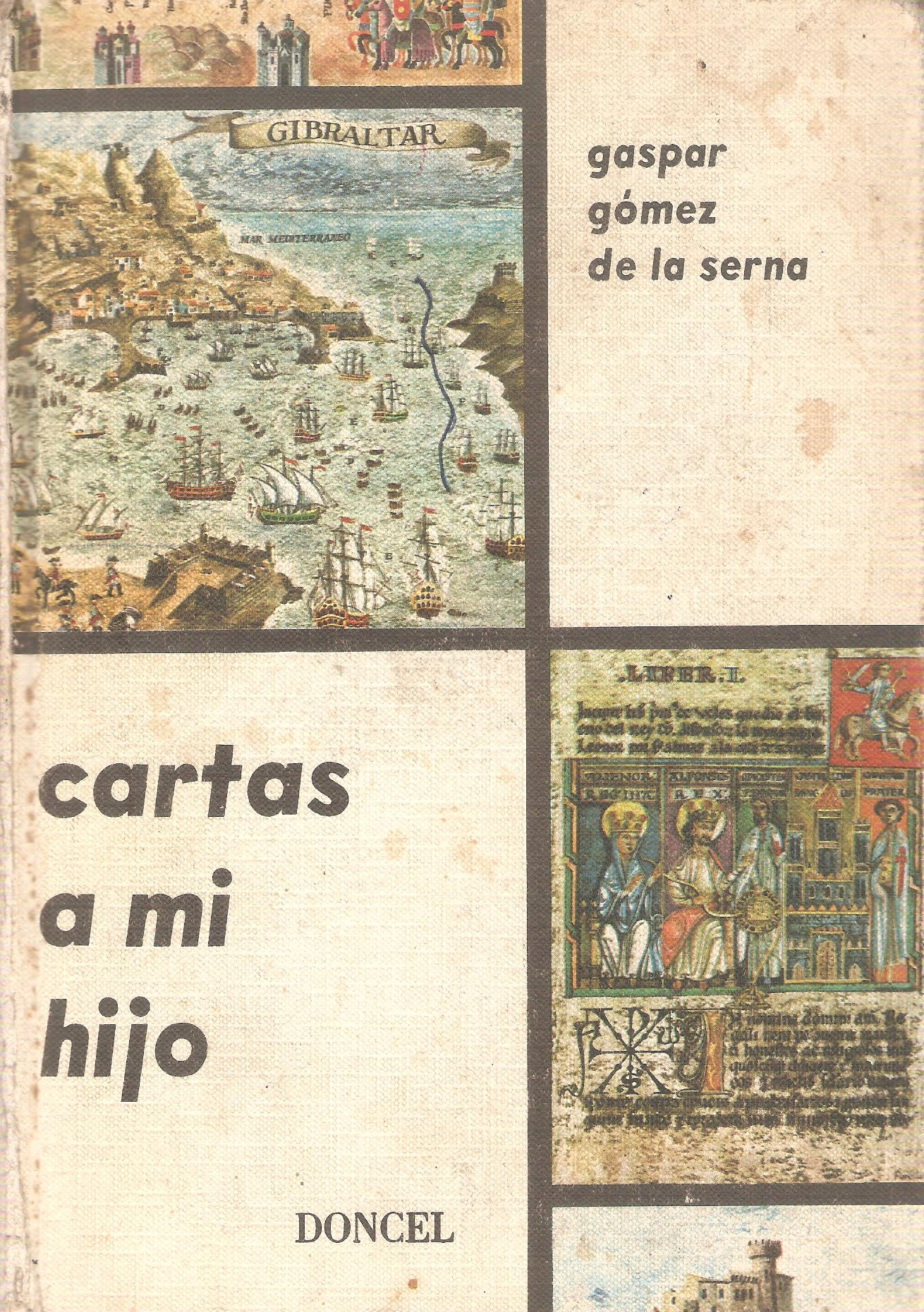
Portada del libro Cartas a mi hijo

HIJO: Te asomas a este libro a la altura de tus trece años, cuando has dejado de ser un niño y te está comenzando a cuajar en el espíritu tu conciencia de hombre. Las notas fraguar en tu interior a medida que el nivel de tu asombro por lo maravilloso que es el mundo va cobrando hondura, va como lanzando cargas de profundidad al seno de la existencia, cuya secreta explosión expande por todo tu ser la agridulce y multiplicada semilla de las ideas y creencias que han do sustentar tu vida. Antes, tu curiosidad sobrenadaba en la superficie llamativa de lo inmediato; aprendiz de mago, tus preguntas buscaban el mágico resorte que da forma y movimiento a las cosas - ¿Por qué suena la música en la radio? ¿Por qué quema el fuego? ¿Por qué flota un barco? .-; ahora, vuelto por primera vez sobre ti mismo, aprendiz de hombre, te sorprendes a veces preguntándote por tu propia existencia y por el sentido del mundo en que te encuentras. El repertorio de tus cómos y porqués endereza su puntería hacia objetivos más esenciales y profundos -más nobles-, para ir, poco a poco, cobrando conciencia de la realidad que tú mismo eres y de la realidad en la que sientes florecer tu vida. Sólo Dios responde, te está respondiendo por la vía de la fe en la que está inserta tu alma desde su primer día, al infinito para qué de esa existencia tuya; las demás preguntas consumirán tu vida entera, la harán arder como una llama, si eres de veras hombre, codiciosa de luz sobre las cosas, hambrienta de verdad, enamorada con esa forma del amor que es el conocimiento.
No sé por qué camino, de los muchos y distintos que puede seguir tu inteligencia, te llevará al cabo tu vocación y tu amor a la verdad: el Derecho, las Letras, las Ciencias, las Artes y las Armas abrirán ante ti, a su hora, sus modos de servicio y de respuesta; todavía no eres más que bachiller en ciernes y no te ha llegado aún la hora de escoger. Pero, sea cualquiera tu decisión y el rumbo ele tu futura vida intelectual, hay unos cuantos temas que siempre te estarán presentes, emitiendo sus heridoras, acuciantes, vivificantes interrogaciones sobre tu conciencia siempre menesterosas de respuesta, porque forman el fundamento humano común de nuestra vida en solidaridad y sociedad. Pues uno de ellos, uno de los máximos temas de tu vida, tal vez el de más difícil, delicada y auténtica respuesta es el tema de España. El grande y palpitante tema de tu Patria; ¿cómo es, de dónde viene, en qué de veras consiste, para qué vive y nos hace vivir con ella, cómo hay que vivir esta cosa máxima, casi sagrada, maternal, instintiva y casi fatalmente amada que se llama España?
Para iluminar una respuesta tuya ante algunas de estas preguntes se ha reunido en este libro un haz de testimonios históricos significativos; al enlazarlos y entretejerlos para ti no pretendo darte ya hecha una interpretación determinada, sino sólo iniciarte a que la busques tú mismo, con el corazón y los ojos abiertos, de modo que, desde el día de tu primera inquietud, se fundan en tu germinante patriotismo como una misma cosa la pasión por España y la pasión por la verdad.
Gaspar Gómez de la Serna
| Carta                                         | Autores                          | Textos                                                                              |
| --------------------------------------------- | -------------------------------- | ----------------------------------------------------------------------------------- |
| 1 De dónde viene el nombre de tu Patria.      | ORTEGA Y GASSET, José.           | Meditaciones del Quijote.                                                           |
|                                               | MARAVALL, José Antonio.          | El concepto de España en la Edad Media                                              |
|                                               | MENÉNDEZ PIDAL, Ramón.           | Historia de España                                                                  |
| 2 Loores y dolores de España.                 | ISIDORO, San.                    | Historia de los Reyes Godos.                                                        |
|                                               | MARAVALL, José Antonio.          | El concepto de España en la Edad Media                                              |
|                                               | ALFONSO X :EL SABIO              | Primera Crónica General de España.                                                  |
| 3 Tú, hijo de España.                         | JOSÉ ANTONIO                     | Obras completas.                                                                    |
|                                               | JUAN MANUEL, Don.                | Libro de los exemplos del Conde Lucanor et de Patronio.                             |
| 4 Aquel primitivo barro originario.           | AVIENO                           | Ora marítima.                                                                       |
|                                               | ESTRABON                         | Geografía.                                                                          |
| 5 Coraje, independencia, libertad.            | APPIANO, Alejandrino.            | Las guerras ibéricas.                                                               |
| 6 La primera hora de tu Patria.               | ESTRABON                         | Geografía.                                                                          |
|                                               | LEANDRO, Obispo de Sevilla.      | Homilía                                                                             |
|                                               | MENÉNDEZ PIDAL, Ramón.           | Historia de España                                                                  |
|                                               | MENÉNDEZ PELAYO, Marcelino.      | Historia de los heterodoxos españoles.                                              |
|                                               | MENÉNDEZ PIDAL, Ramón.           | Historia de España                                                                  |
| 7 Pérdida de España                           | FOTUH MISRUAL MAGREB             | Cronicón.                                                                           |
|                                               | MENÉNDEZ PIDAL, Ramón.           | Reliquias de la poesía épica española                                               |
|                                               | ANÓNIMO                          | Romance del reino perdido                                                           |
|                                               | ANÓNIMO                          | La penitencia del rey Rodrigo                                                       |
| 8 La empresa de rehacer España.               | ANÓNIMO                          | Poema de Fernán González.                                                           |
|                                               | MENÉNDEZ PIDAL, Ramón.           | Reliquias de la poesía épica española                                               |
|                                               | GARCÍA, GÓMEZ, Emilio,           | Introducción a la Historia de España                                                |
|                                               | SANCHEZ ALBORNOZ, Claudio.       | España, un enigma histórico.                                                        |
| 9 Por qué el Cid es héroe nacional.           | MENÉNDEZ PIDAL, Ramón.           | Poema de Mío Cid                                                                    |
|                                               | ORTEGA Y GASSET, José.           | Tierras de Castilla.                                                                |
|                                               | ANÓNIMO                          | Poema de Mío Cid.                                                                   |
|                                               | DARÍO, Rubén.                    | Cosas del Cid.                                                                      |
| 10 Precio de sangre y de siglos.              | LAFUENTE, Modesto.               | Historia general de España                                                          |
|                                               | ALFONSO X :EL SABIO              | Primera Crónica General de España.                                                  |
| 11 Toda la Cristian dad frente a las Navas.   | ALFONSO X :EL SABIO              | Primera Crónica General de España.                                                  |
| 12 Sola hasta el Estrecho.                    | ANÓNIMO                          | Crónica de Alfonso XI                                                               |
| 13 Cómo se malgastaron ciento cincuenta años. | REVULGO, Mingo.                  | Coplas                                                                              |
| 14 Nueva fundación de España.                 | PULGAR, Fernando del.            | Crónica de los Reyes Católicos                                                      |
|                                               | ZORRILLA, José.                  | Leyendas                                                                            |
|                                               | PULGAR, Fernando del.            | Crónica de los Reyes Católicos                                                      |
|                                               | BERNALDEZ, Bachiller Andrés.     | Historia de los Reyes Católicos.                                                    |
|                                               | PULGAR, Fernando del.            | Crónica de los Reyes Católicos                                                      |
|                                               | D'ORS, Eugenio.                  | El Valle de Josafat.                                                                |
| 15 Unidad y diversidad.                       | ORTEGA Y GASSET, José.           | Prólogo a "Una punta de Europa"                                                     |
|                                               | JOSÉ ANTONIO                     | La gaita y la Jira                                                                  |
|                                               | MENÉNDEZ PELAYO, Marcelino.      | La Ciencia española                                                                 |
|                                               | QUEVEDO, Francisco de.           | Soneto.                                                                             |
| 16 Amenazan desde dentro la unidad.           | ORTEGA Y GASSET, José.           | España invertebrada.                                                                |
|                                               | MELO, Francisco Manuel de.       | Historia de los movimientos, separación y guerra de Cataluña en tiempo de Felipe IV |
| 17 El mal remedio.                            | MELO, Francisco Manuel de.       | Historia de los movimientos, separación y guerra de Cataluña en tiempo de Felipe IV |
|                                               | LAIN ENTRALGO, Pedro.            | Las cuerdas de la lira.                                                             |
| 18 La descomposición interna.                 | CERVANTES, Miguel de.            | Don Quijote de la Mancha.                                                           |
|                                               | QUEVEDO, Francisco de.           | Epístola satírica y censoria al Conde-Duque de Olivares                             |
|                                               | GRACIAN, Baltasar.               | El Criticón.                                                                        |
|                                               | CADALSO, José.                   | Cartas marruecas                                                                    |
|                                               | SEVILLA, Rafael.                 | Memorias de un oficial del ejército español.                                        |
| 19 Todos a una.                               | JOVELLANOS, Gaspar Melchor de.   | Carta a Cabarrús                                                                    |
|                                               | CANGA ARGÜELLES, J.              | Observaciones sobre la guerra de España.                                            |
|                                               | MESONERO ROMANOS, Ramón de.      | Memorias de un setentón, natural y vecino de Madrid.                                |
| 20 Falta Gibraltar.                           | ANÓNIMO                          | Letrillas.                                                                          |
| 21 Patria-patrimonio.                         | BAROJA, Pío.                     | Rapsodias                                                                           |
|                                               | MARAÑÓN, Gregorio.               | Luis Vives. Su Patria y su universo                                                 |
|                                               | BAROJA, Pío.                     | Rapsodias                                                                           |
| 22 Participar en la Patria.                   | MARIANA, P. Juan de.             | Del rey y de la institución real.                                                   |
|                                               | ACUERDO DE VERGARA, Proyecto de. |                                                                                     |
|                                               | VERGARA                          | Proyecto del Acuerdo de.                                                            |
|                                               | PEREZ GALDOS, Benito,            | Doña Perfecta.                                                                      |
|                                               | AZORÍN                           | Los valores literarios.                                                             |
|                                               | ALDECOA, Ignacio.                | Seguir de pobres (Espera de tercera clase).                                         |
| 23 Artesanía de la convivencia.               | D'ORS, Eugenio.                  | Aprendizaje y heroismo                                                              |
|                                               | CAULA Y DIMNA                    | Los cuatro compañeros                                                               |
|                                               | PEREZ GALDOS, Benito,            | La desheredada.                                                                     |
|                                               | PEREZ GALDOS, Benito,            | El audaz.                                                                           |
| 24 Vivir en el mundo.                         | JOSÉ ANTONIO                     | Obras completas.                                                                    |
|                                               | FEIJOO, Fray Jerónimo Benito.    | Amor de la Patria y pasión nacional                                                 |
|                                               | D'ORS, Eugenio.                  | Novísimo Glosario.                                                                  |
|                                               | MAEZTU, Ramiro de.               | Defensa de la Hispanidad.                                                           |

## Convivencia humana. 4.º de bachiller
PRÓLOGO

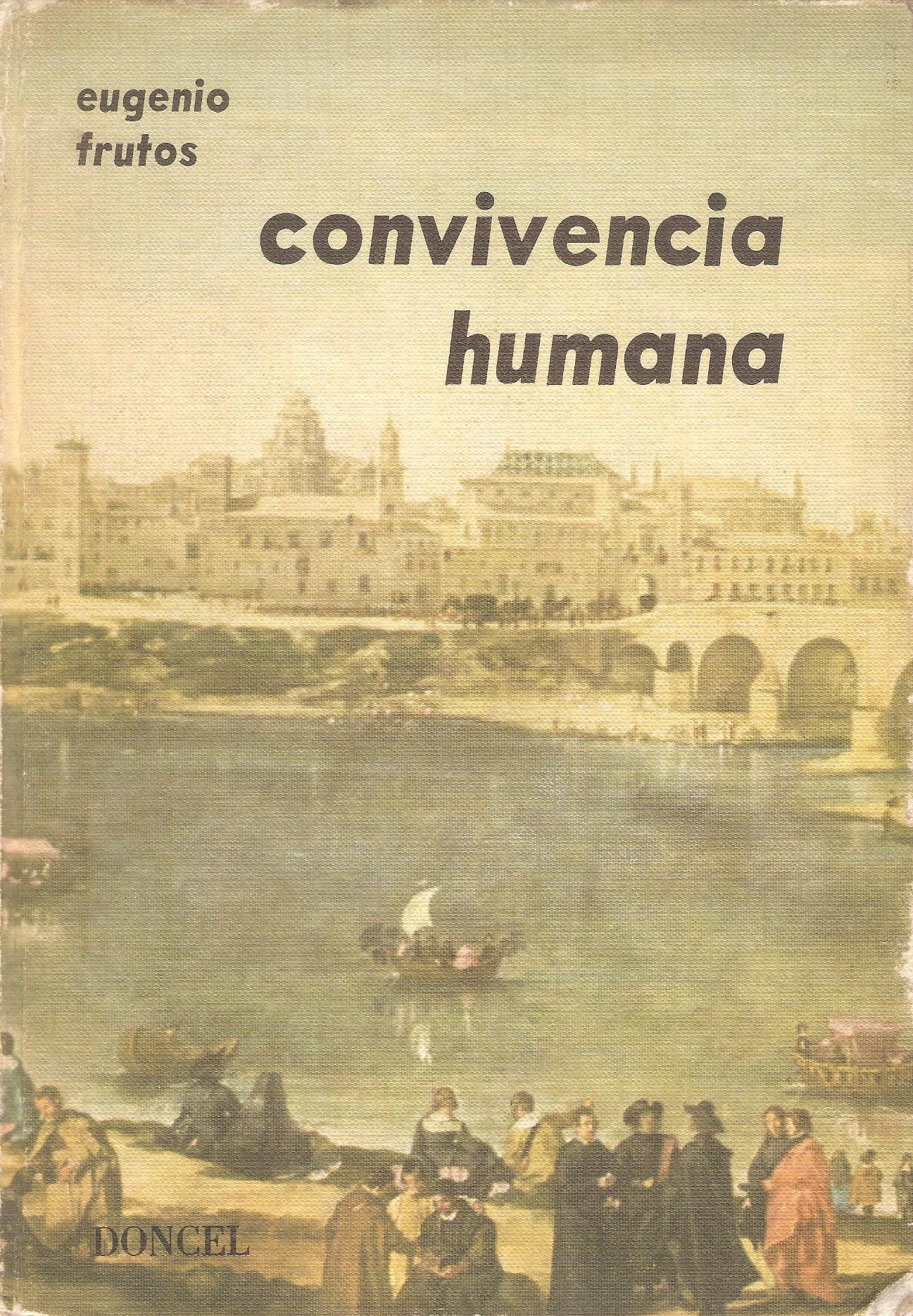
Portada del libro Convivencia humana

Se propone este libro dar a los estudiantes de cuarto curso de Bachillerato unas ideas sobre la necesaria convivencia social, a la que se verán más ligados cada vez.
A esta edad tienen ya los escolares una experiencia directa de la vida familiar y colegial y conocen, menos directamente, unidades más amplias de convivencia como las de propio pueblo o ciudad y la de la nación a que pertenecen. Esta experiencia viva pretende ser aprovechada para que se entiendan los conceptos que aquí se desenvuelven. De una manera más remota habrá oído probablemente el estudiante hablar de su pertenencia a un tipo de cultura determinada, a una parte del mundo, y, además, es seguro que se siente hombre, que pertenece a un tipo de seres diferentes de todos los demás seres terrenos que conoce.
Pero es difícil que haya reflexionado suficientemente sobre todo esto y que tenga de ello un sentido conjunto. Este libro intenta ayudarle en esta tarea, disponiendo ordenadamente algunas nociones sobre todo ello, y ayudándose, para que sea más ameno y comprensible, de esquemas, fotografías y reproducciones de cuadros, debidamente conexionados al texto.
Pero el sentido que tenga de la convivencia humana en sus diversos grados depende de la idea que se tenga del hombre mismo. Si se piensa que éste es un ser puramente material, las consecuencias que de ello se sigan para las relaciones humanas serán muy distintas de las que se establezcan entre los hombres que se consideran dotados de un alma espiritual y con un destino que trasciende esta vida terrena.
Las ideas sobre la convivencia humana que aquí se desarrollan, y la exposición de sus factores favorables y desfavorables y del sentido de cada una de las unidades de convivencia, se apoya en la idea cristiana del hombre y en la explicación que la filosofía católica da de la naturaleza humana. Pero, por la universalidad de estos principios, la determinación de los factores favorables para la convivencia social, en conjunto y en cada una de sus unidades, se pueden aplicar a las relaciones humanas en general, con resultados superiores a las determinaciones puramente naturales, puesto que la sociabilidad y benevolencia de que pueden dar natural mente prueba los hombres está aquí sobrenaturalizada por la caridad cristiana.
En cuanto el libro se dirige a estudiantes españoles, se apoya en la tradición española y en los principios que rigen el actual Estado español, ya que se escribe para muchachos españoles a los que tiene que orientar.
Ligado este estudio al que debe hacerse, en este mismo curso, de la historia, confiamos en que preparará al estudiante, en un momento importante de su vida, para su futura actuación social.
Zaragoza, 3 de octubre de 1959.
Eugenio Frutos
ÍNDICE.
- I EL HOMBRE Y SU VIDA.
  - 1. El hombre: su naturaleza específica.
  - 2. El compuesto humano y la unidad del hombre.
  - 3. La vida propia del hombre.
  - 4. Triple sentido de la vida humano: individual, social e histórica: a) especie e individuo; b) la vida individual; c) la vida social; d) el hombre como ser naturalmente social; e) la vida histórico; f) unidad de las tres formas de vida.
  - 5. La ley del desarrollo: del estado de necesidad biológico al de perfección moral: a) La vida del hombre primitivo; b) Las primeras civilizaciones; c) La humanización y la espiritualización de la vida; d) paralela con el desarrollo de la vida individual; e) conclusión.
  - 6. La convivencia como expresión y efecto del ser social: a) convivencia y coexistencia y sus formas; b) la verdadera convivencia; c) el ámbito de la convivencia.

Texto.- Aristóteles: El hombre es un animal social por naturaleza.
- II LA VIDA SOCIAL .
  - 1. Las consecuencias de la vida del hombre en relación con los demás: los actos humanos y su bondad o malicia; b) Los usos sociales; c) actos beneficiosos y perjudiciales; d) resumen.
  - 2. Ventajas y posibilidades de la vida en sociedad: a) ventajas para el niño; b) ventajas de la vida civilizado en el orden biológico; c) en el orden intelectual; d) en la perfección moral y religioso; e) ventajas en las civilizaciones avanzadas.
  - 3. Problemas que la vida en común planteo: a) un primer problema consiste en armonizar los distintos tipos humanos; b) proceso de incorporación o la sociedad; c) los tipos antisociales; d) la tarea de la sociedad; e) la armonización de las clases sociales y profesionales; f) la oligarquía; g) la forma de la sociedad y la autoridad. .
  - 4. «Lo natural y lo organizado» en la vida social: a) el perfeccionamiento de lo natural; b) la intervención del Estado; c) ejemplos de organización: en la enseñanza y el trabajo.

Texto.- José Antonio: Lo espontáneo y lo difícil.
- III LOS FACTORES DE CONVIVENCIA.
  - 1. Factores que hacen posible la armonía social: 1) Solidaridad. 2) Cooperación. 3) Comprensión. 4) Autoridad. 5) Libertad. 6) Justicia, y 7) Trabajo.
  - 2. El sentido espiritual de los hombres en la vida social: a) diferencia entre la sociedad humana y las «sociedades animales»; b) organización racional de la sociedad; c) educación artística, moral y religiosa.
  - 3. El respeto de los derechos individuales y colectivos. - A) Deberes y derechos en el plano individual: a) deberes negativos para con el cuerpo; b) para con el alma; c) para con la persona; d) deberes positivos correspondientes; e) para con los bienes. - B) Deberes y derechos en el plano colectivo: a) deberes negativos; b) deberes positivos; c) deberes sociales; d) los Fueros; e) deberes y derechos internacionales.
  - 4. La moral y el derecho: a) lo ético y los actos morales; b) responsabilidad, mérito y sanción; c) virtudes y vicios; d) el Derecho; e) correlación de derechos y deberes; f) los usos sociales y lo moral.
  - 5. La justicia social: a) Justicia general o legal; b) justicia conmutativa; c) justicia distributiva; d) justicio social.

Texto.- Santo Tomás: La justicia como virtud general.- La injusticia.
- IV FACTORES ANTISOCIALES.
  - 1. Factores que perturban la armonía social: a) enumeración de los factores antisociales; b) abusos de autoridad y de libertad; c) estancamiento y regresión de las sociedades.
  - 2. El desequilibrio económico: a) el caso de la Rusia zarista; b) la caída del Imperio romano.
  - 3. El afán materialista de los grupos sociales.
  - 4. La falta de responsabilidad social: a) la falta de responsabilidad en los gobernantes; b) los abusos de la autoridad; c) los abusos de la libertad.
  - 5. La falta de respeto hacia el prójimo: a) los fines del hombre y su realización; b) la necesidad del respeto; c) los valores personales, sus clases y su jerarquía; d) efectos y caracteres de estos valores.
  - 6. La farsa, la corrupción y el cinismo como factores antisociales.
  - 7. Los factores antisociales en la juventud.

- V LA SOLIDARIDAD.
  - 1. La solidaridad humana: a) concepto y carácter; b) solidaridad negativa y positiva.
  - 2. El sentido espiritual de participación en la vida colectivo: a) sentido espiritual del trabajo; b) el sentido espiritual en tareas antisociales; c) sentido espiritual del trabajo escolar.
  - 3. Fundamentos de la solidaridad: a) el fundamento religioso; b) los fundamentos sociales; c) necesidad de la solidaridad para la perfección y el progreso de la humanidad; d) la solidaridad en la familia, el municipio, el trabajo, la noción, y la sociedad internacional. .
  - 4. Manifestaciones de la solidaridad: a) en las relaciones interindividuales; b) en la familia; c) en el municipio; d) en los grupos profesionales, laborales, etc.; e) en la nación o en el Estado; f) en el ámbito internacional.
  - 5. La solidaridad y la cohesión social: a) factores favorables; b) factores adversos.

Texto.- Santo Tomás: Orden de gobierno.
- VI LA COOPERACIÓN SOCIAL.
  - 1. La cooperación social: a) necesidad de la cooperación; b) beneficios que de ella se derivan; c) subordinación de lo material a lo espiritual.
  - 2. La debilidad individual frente a la fuerza del grupo.
  - 3. El grupo organizado: a) el equipo; b) la empresa; c) relación justa entre el individuo y el grupo.
  - 4. El éxito y el progreso como resultantes de la colaboración mutua: a) el éxito individual; b) el progreso social.
  - 5. La competencia social: a) la competencia como estímulo; b) un ejemplo sacado de la naturaleza.
  - 6. El espíritu de superación en los individuos y en los grupos: a) el rendimiento máximo ; b) límites de la competencia.

- VII LA COMPRENSIÓN.
  - 1. La comprensión: a) la comprensión de sí mismo y la del prójimo; b) doble carácter individual y afectivo de la comprensión; c) la tolerancia por comprensión.
  - 2. La generosidad, base de convivencia.
  - 3. El juicio sobre el prójimo : a) la envidia y la caridad; la maledicencia; b) el justo ejercicio de la función crítica.
  - 4. El respeto al prójimo: a) la propia dignidad; b) la seguridad en sí mismo; c) la dignidad del prójimo.
  - 5. El arte de dialogar: a) concepto del diálogo y arte de dialogar; b)condiciones para que haya diálogo; c) extensión del diálogo.
  - 6. El compañerismo y su necesidad: a) beneficios del compañerismo; b) sus límites.
  - 7. Los hermanos: deberes para con ellos.
  - 8. Los amigos: a) condiciones de la verdadera amistad; b) bases de la amistad; c) deberes para con los amigos.

- VIII LA AUTORIDAD.
  - 1. Valor de la autoridad.
  - 2. Su justificación: a) realización de la justicia y el orden; b) consecución del bien común; c) la paz social.
  - 3. Funciones de la autoridad.
  - 4. La autoridad como rectora de la sociedad: a) la función rectora en la familia; b) en la enseñanza; c) en el Estado.
  - 5. La autoridad como coordinadora entre los miembros de la sociedad; la función coordinadora en los equipos y empresas; b) la función coordinadora del Estado.
  - 6. El jefe como primer servidor de la comunidad: a) en los grupos particulares; b) en el Estado.
  - 7. Obligaciones para con el jefe : a) subordinación, obediencia y confianza; b) cualidades y actos de un jefe que inspiran confianza.
  - 8. Obligaciones del jefe para con los subordinados: respeto a sus derechos. .

Texto.- Luis Vives: Sociabilidad, justicia y orden.-La libertad y el orden. .
- IX LA LIBERTAD.
  - 1. La libertad como atributo del hombre: a) su concepto; b) comprobación personal de su existencia.
  - 2. En qué consiste la libertad: a) concepto negativo; b) concepto positivo.
  - 3. Raíz de la libertad y sus clases : a) su raíz; b) sus clases; c) la capacidad de decisión.
  - 4. La responsabilidad, consecuencia inmediata de la libertad: a) su concepto; b) los seres irresponsables; c) la sanción.
  - 5. La responsabilidad individual y la responsabilidad conjunto.
  - 6. La responsabilidad conjunta de los miembros de un grupo se basa en la solidaridad que debe existir entre ellos.
  - 7. Necesidad social de regular el uso de la libertad: a) el uso de la libertad y el orden social; b) la regulación social de la libertad; c) diversos grados de responsabilidad.
  - 8. Nuestra libertad dentro del grupo: respeto a la libertad de los demás.
  - 9. Subordinación de las libertades al bien común.

- X LA JUSTICIA.
  - 1. La justicia y sus clases: su necesidad moral y social.
  - 2. El hombre como persona: a) el hombre como persona jurídica; b) etimología de la palabra «persona»; c) la persona moralmente considerado y sus relaciones; d) concepto filosófico de la persono humano. .
  - 3. Igualdad del hombre ante la ley.
  - 4. La justicia social.
  - 5. Derechos y deberes laborales: a) las encíclicas sobre la cuestión social; b) los deberes de los patronos; c) los deberes de los obreros; d) legislación laboral española.
  - 6. Igualdad natural del hombre ante los bienes naturales: a) el derecho de propiedad; b) doctrina de Santo Tomás sobre la propiedad.
  - 7. El servicio de la comunidad y el disfrute de los bienes naturales.
  - 8. La justicio. presupuesto previo de todo orden.

- XI EL TRABAJO.
  - 1. Valor del trabajo, individual y socialmente.
  - 2. El trabajo como atributo y función del hombre: a) el trabajo como función del hombre individual; b) el trabajo como función social y su diversidad.
  - 3. El trabajo como creación.
  - 4. El trabajo como colaboración.
  - 5. El trabajo como actividad organizadora: dotes que requiere.
  - 6. El servicio de la colectividad: su necesidad y su obligatoriedad.
  - 7. Clases de servicios y diversidad de funciones: su cuadro.

- XII EL ESTUDIO.
  - 1. El estudio como trabajo y el arte de estudiar: a) facultades que pone en juego el estudio; b) la atención y sus formas; c) orden de estudio; d) la expresión de lo aprendido; e) el estudio en la clase.
  - 2. Resumen, esquema y ejemplos del estudio como trabajo.
  - 3. La fatiga mental y el descanso.
  - 4. El estudio como servicio y la necesidad de estudiar; a) el estudio en relación con el individuo; b) el estudio como necesidad social.
  - 5. Motivos y responsabilidades: a) motivos sociales; b) motivos individuales justos e ilegítimos; c) responsabilidades del estudiante.
  - 6. El servicio a la comunidad o través del trabajo intelectual o manual. .
  - 7. La dignidad del estudio.
  - 8. El derecho al estudio y los becarios: a) el derecho al estudio en general; b) las becas y los becarios; c) la institución de las becas. .

- XIII LA FAMILIA.
  - 1. Lo familia: a) la familia como forma y modelo de la convivencia; b) estructura de la familia.
  - 2. Elementos de la familia: a) sociedad conyugal; b) sociedad paternofilial, y c) sociedad fraternal.
  - 3. La unidad entre los miembros de una familia: a) factores de la unidad; b) propiedades del matrimonio cristiano.
  - 4. El fin de la familia.
  - 5. La jerarquía familiar: los padres: a) la autoridad en la familia; b) derechos y deberes de los padres.
  - 6. Obligaciones para con los padres: respeto, obediencia y confianza.
  - 7. Obligaciones para con los hermanos: generosidad, comprensión y amor.
  - 8. La vida en familia.

Texto.- León XIII: La familia y la propiedad.
- XIV EL COLEGIO.
  - 1. El colegio, unidad de convivencia juvenil.
  - 2. El valor conformador y formativo del colegio: a) la conformación; b) los métodos; c) variadas influencias; d) la formación.
  - 3. Fin de la comunidad escolar; a) el doble fin; b) educación político social; c) la práctica de la convivencia social en el colegio; d) la manifestación del carácter en los juegos, las clases y el estudio.
  - 4. Derechos y deberes de los componentes de la comunidad escolar: a) los componentes de esta comunidad y su función; b) deberes y derechos de los maestros; c) deberes y derechos de los discípulos.
  - 5. La autoridad escolar: el maestro.
  - 6. Aportación a la escuela: la obligación de estudiar: a) la busca en común de la verdad; b) la obligación de estudiar y sus fundamentos.
  - 7. Obediencia y respeto.
  - 8. Comprensión, sinceridad y colaboración con los compañeros: a) las relaciones escolares; b) comprensión; c) sinceridad; d) solidaridad y colaboración.

- XV LA ASOCIACIÓN JUVENIL.
  - 1. La asociación juvenil.
  - 2. Organizaciones juveniles.
  - 3. Tipos de asociaciones juveniles.
  - 4. Ventajas de la actividad organizada.
  - 5. La asociación, cauce.
  - 6. La aportación del esfuerzo a la tarea común.
  - 7. El aprendizaje social.

- XVI LAS ASOCIACIONES JUVENILES EN ESPAÑA.
  - 1. La Delegación Nacional de Juventudes, órgano coordinador y gestor: a) la organización de las juventudes en general; b) la organización en España.
  - 2. La Organización Juvenil, cauce para las actividades: a) variedad de actividades; b) la O. J. E.
  - 3. La vida al aire libre: necesidad de una organización.
  - 4. El deporte.
  - 5. Vida cultural.
  - 6. La aventura de la iniciativa juvenil.

Texto.- San Agustín: El maestro y la verdad.
- XVII LOS SERVICIOS A LA JUVENTUD EN ESPAÑA.
  - 1. La Delegación Nacional de Juventudes al servicio de la juventud. .
  - 2. Servicios educativos: 1) Ayuda juvenil. 2) Colegios Menores. 3) Formación Profesional. 4) Campamentos. 5) Deportes. 6) Sanidad. 7) Asistencia religiosa. 8) Milicia. 9) Hogares juveniles.
  - 3. Servicios para la manifestación juvenil: 1) Seminarios. 2) Arte. 3) Intercambio juvenil. 4) Información juvenil: a) Información. b) Cadena Azul. c) «Doncel».

Texto.- Ramiro Ledesma: La unidad de España.
- XVIII LA CONVIVENCIA NACIONAL.
  - 1. La nación y la convivencia en ella: a) las tres unidades constitutivas de la nación; b) la tradición; c) la función de universalidad; d) la convivencia armónica; e) la constitución histórica.
  - 2. Nuestra unidad de convivencia nacional, España: a) nuestro modo de convivir; b) La España heredada y la proyectada; c) la diversidad regional y la unidad de España.
  - 3. Constitución de la unidad histórica: a) la España primitiva, la romanización y la cristianización; b) la España visigoda; c) la España musulmana y la Reconquista; d) el avance de la Reconquista y la unificación; e) la formación del Imperio español; f) la decadencia; g) la España actual.
  - 4. La tarea conjunta de todos los españoles y la necesidad y obligatoriedad de cooperar en ella: a) colaboración en la unidad de España; b) colaboración en su grandeza y libertad; c) la obligación de los españoles en esta tarea; d) las obligaciones de los estudiantes. .
  - 5. El servicio a la colectividad nacional: a) el servicio de cada uno; b) el servicio en el estudio y en la vida profesional; c) relación entre el estudio y los trabajos manuales.

- XIX LA CONVIVENCIA ESPAÑOLA.
  - 1. La solidaridad entre los españoles: a) la solidaridad según el carácter de los pueblos; b) las características de los españoles; c) condiciones de una solidaridad valiosa.
  - 2. La justicia, la comprensión y la generosidad social, base de una convivencia nacional pacífica y ordenada: a) necesidad de estas virtudes sociales; b) comprensión realista de la sociedad y de sus miembros; c) la generosidad social; d) los factores antisociales que se oponen a la generosidad social.
  - 3. Necesidad de una ordenación social: el Gobierno.
  - 4. La libertad individual y su subordinación a la tarea colectivo propuesta. .

Texto.- José Antonio: La nación.
- XX LA CONVIVENCIA INTERNACIONAL.
  - 1. Necesidad de convivir con los demás pueblos: a) la necesidad en general; b) en el orden material; c) en el orden cultural; d) la tensión actual; e) la situación de España.
  - 2. Beneficios que recibimos de los demás: a) beneficios en el orden material y cultural; b) la justa asimilación de lo extraño.
  - 3. Posibilidad de apartar nuestras energías o la comunidad internacional: a) la aportación de todos los países; b) la aportación española y sus característicos; c) aportaciones ideológicas de España; d) idea del hombre; e) equilibrio social; f) implantación de la justicia social. .
  - 4. La solidaridad internacional: a) las diversidades nacionales; b) necesidad de la solidaridad internacional; c) superación de las oposiciones en el servicio.
  - 5. La marcha de las naciones hacia una integración superior: a) la necesidad de agrupaciones internacionales; b) grupos de tipo económico, militar y político; c) la O.N.U. y otras organizaciones internacionales.
  - 6. Los grupos internacionales: a) Los bloques reales; b) Oriente y Occidente; c) Europa; d) Hispanoamérica; e) los países árabes; f) situación de España entre estos grupos.
  - 7. La convivencia de los grupos internacionales.

Texto.- Pío XII: El orden sobrenacional.

## El hombre y la sociedad. 5.º de bachiller
PRÓLOGO

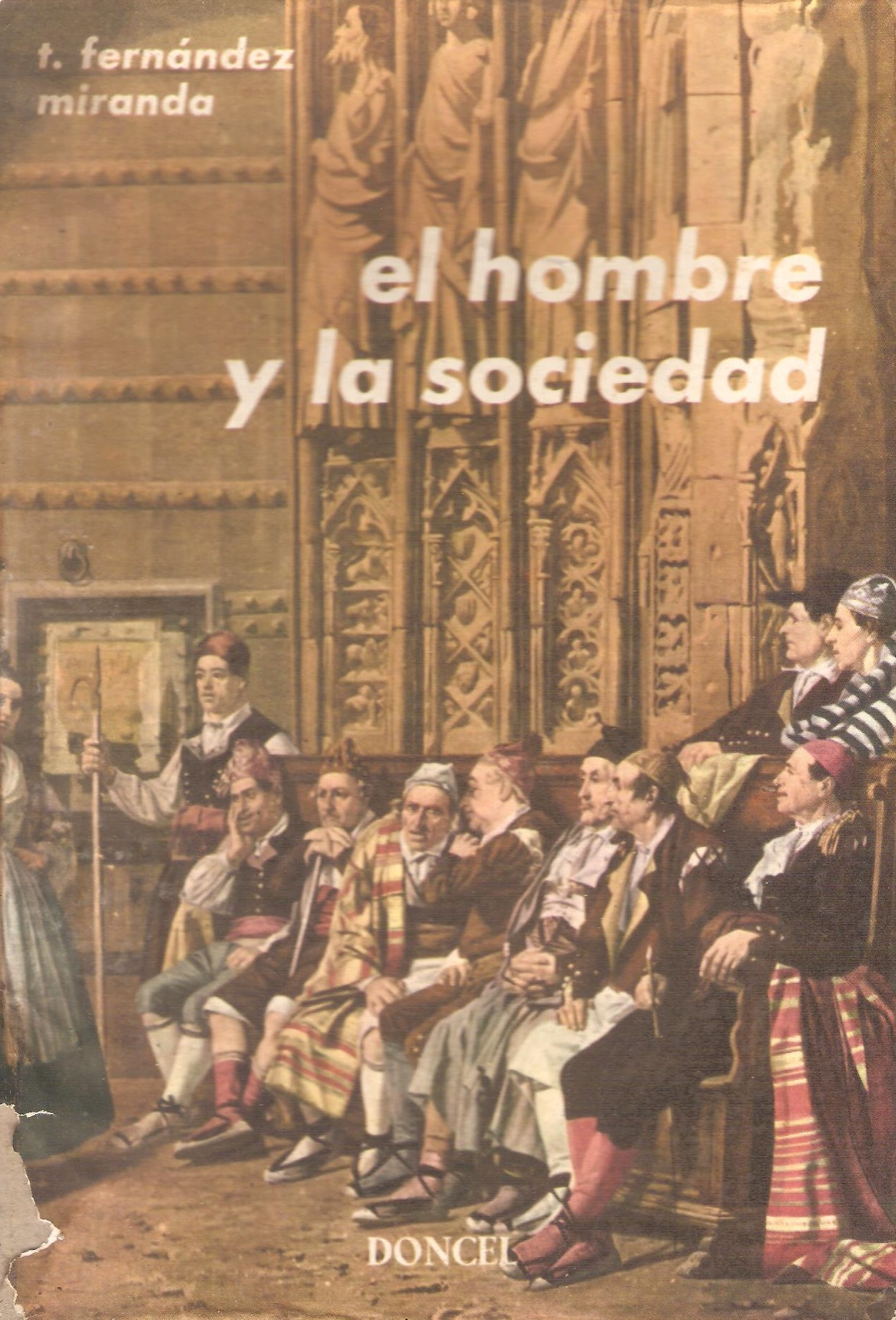
Portada del libro El hombre y la sociedad.

ORIGEN y fin esencial de la vida social- son palabras de Pío XII- ha de ser la conservación, el desarrollo y el perfeccionamiento de la persona humana. En esta afirmación está la síntesis y esencia de la cultura occidental. El sentido de su proceso histórico está concentrado en esta tesis: las cosas tienen utilidad, sólo la persona humana posee dignidad. Las cosas pueden ser utilizadas, el hombre no. Hacer del hombre cosa, usarla como útil, instrumento o medio, ignorando su valor en sí, su dignidad, es la esencia de la barbarie.
El sentido del proceso histórico de la cultura occidental, cuya raíz más viva no es otra que el cristianismo, es la creciente afirmación de la dignidad de la persona humana. Pero ésta sólo puede realizarse en la vida social. La sociedad condiciona, determina y potencia la persona humana. La razón es muy clara y la dejó ya expuesta, al comienzo de su «Política», Aristóteles en estas profundas y bellas palabras:
«La razón por la cual el hombre es más que la abeja o cualquier animal gregario, un animal social, es evidente: la naturaleza, como solemos decir, no hace nada en vano, y el hombre es el único animal que tiene palabra. La voz o el grito es signo de dolor o placer, y por eso la tienen también los animales, pues su naturaleza llega a tener sensación de dolor y de placer y a significársela unos a otros por el grito. Pero la palabra es la que manifiesta lo conveniente y lo dañoso, lo justo y lo injusto, y es exclusivo del hombre, frente a los demás animales tener, él solo, el sentido del bien y del mal, de lo justo e injusto, etc., y la comunidad de estas cosas es lo que constituye la casa y la ciudad».
El hombre es palabra y es diálogo, y, por ello, su vida es sustancialmente convivencia, vida en sociedad.
Pero resulta que la sociedad no ha sido, sin más, a lo largo de la Historia, cauce y apoyatura del vivir del hombre; sino, muchas veces, obstáculo y cárcel. Lo que ha sido muy grave para el hombre, pues su destino personal está en gran medida decidido por la estructura y naturaleza de la sociedad.
Y, sin embargo, es el hombre quien hace la sociedad.
¿Cómo, pues, no considerar esencial saber con alguna precisión qué es esa realidad social en la que vivimos? ¿Cómo no interesarse por tener el conocimiento necesario de la sociedad, para saber a qué atenerse con respecto a una realidad que puede hacernos esclavos o libres, seres con dignidad o meros útiles o medios? ¿Cómo no interesarse por nuestro propio destino personal para el cual no es, ni mucho menos, indiferente vivir uno u otro tipo de sociedad? Una iniciación o introducción a ese conocimiento, desde los supuestos cristianos, es el objeto del presente libro; hecho desde la creencia radical en la dignidad y libertad de la persona humana; y desde el limpio anhelo de una estable y definitiva con vivencia, en la justicia y la paz, para nuestro Pueblo.
Madrid, 29 de septiembre de 1959.
T. Fernández Miranda
ÍNDICE
- EL HOMBRE COMO PERSONA
  - El hombre como persona. El concepto de persona.
  - Libertad. Dignidad. Responsabilidad.
  - La vida humana y las normas de conducta.
  - Personas, y sociedad.
  - Moral y derecho. La ley. La justicia.
  - Los derechos subjetivos. El deber. Obligaciones morales y jurídicas.

- LA AUTORIDAD
  - La autoridad. Autoridad y poder.
  - La autoridad como fundamento y justificación del poder.
  - La autoridad legítima: esquema de las doctrinas sobre la autoridad.
  - El pueblo como origen de la autoridad.
  - Autoridad y representación. Representación y democracia. Democracia orgánica. 
  - El binomio autoridad y libertad.

- LA FAMILIA
  - La familia. 
  - El origen natural de la familia. 
  - Evolución histórica de la familia.
  - La familia como primera célula de la sociedad.
  - Repercusiones del régimen familiar sobre el orden ·social.

- EL MUNICIPIO
  - Relaciones y problemas derivados de la concentración humana: relaciones de vecindad. 
  - El Municipio. La organización de la vida diaria.
  - Las necesidades generales y los servicios públicos. La riqueza de la vida municipal.
  - Esquema de organización del Municipio.
  - La participación en la vida municipal. 
  - Los deberes ciudadanos en la esfera local. 

- LA PROVINCIA
  - Las entidades territoriales superiores al Municipio. Las provincias. 
  - El carácter peculiar de cada provincia elementos naturales e históricos. 
  - La diversidad provincial y la común tarea nacional. 
  - Breve esquema de la organización provincial. 

- LA PROFESIÓN
  - La división social del trabajo: las profesiones. Su mutua inter dependencia.
  - Complejidad contemporánea de las tareas profesionales y conveniencia de la especialización.
  - El estudio como preparación profesional.
  - La empresa como unidad de convivencia social.

- LA ASOCIACIÓN
  - La asociación.
  - La unificación de esfuerzos para un fin concreto: las ventajas de la actividad organizada.
  - Diversos tipos de las asociaciones: su importancia en la vida social.

- EL SINDICATO
  - La profesión como elemento de unión.
  - La tradición e importancia de las asociaciones profesionales.
  - El Sindicato. 
  - Moderna concepción sindical: de órgano de defensa de intereses profesionales a instrumento de ordenación social.
  - La importancia de los Sindicatos en la dirección de la vida pública en el mundo.
  - La participación política a través del Sindicato en España.

- EL ESTADO
  - La organización de la convivencia nacional. Necesidad de una organización política.
  - El Estado. Estado y sociedad.
  - Relatividad de los fines del Estado. Evolución histórica.
  - Diferentes posiciones actuales sobre los fines del Estado.
  - El Estado para todos: la igualdad de oportunidades en la vida social.

- EL GOBIERNO
  - La organización del poder político. 
  - El Gobierno como empresa. Las funciones del Gobierno moderno. 
  - Política exterior y defensa nacional. 
  - La seguridad interior. 
  - Creación y mantenimiento del orden jurídico. La Administración. 

- LA REPRESENTACIÓN
  - La formación de la voluntad del Estado. La participación de los ciudadanos en la dirección de la ·vida pública.
  - Representación.
  - La representación orgánica: cauce municipal y sindical.
  - La opinión pública.
  - Los grupos de presión.

- EL ESTADO Y LA VIDA SOCIAL
  - Intervención del Estado en la vida social.
  - Abstencionismo e intervencionismo en las relaciones sociales. Posiciones liberal y comunista. Soluciones superadoras.
  - Abstencionismo e intervencionismo en materia económica.
  - Abstencionismo e intervencionismo en materia laboral.
  - Posición del Estado español.

- LA CONVIVENCIA POLÍTICA
  - El problema de la convivencia política. Estructuración de una convivencia sólida o estable.
  - Respeto a la ley. Respeto a la autoridad.
  - Respeto a la norma. El "juego limpio”.
  - La opinión pública.
  - El robustecimiento de las instituciones: la autenticidad de la representación.
  - La responsabilidad en la tarea nacional: responsabilidad del gobernante y responsabilidad del gobernado.
  - La justicia como base. Justicia en las relaciones individuales y justicia social.

- PRINCIPIOS POLÍTICOS DEL ESTADO ESPAÑOL
  - Principios políticos del Estado español.
  - El Movimiento como fundamento doctrinal y la organización política del régimen español.
  - Los principios fundamentales del Movimiento.

- LEYES CONSTITUCIONALES DEL ESTADO ESPAÑOL
  - Leyes constitucionales del Estado español. Su carácter.
  - Estudio de los derechos y deberes del hombre reconocidos en el Fuero de los Españoles.

- FUERO DEL TRABAJO
  - Fuero del Trabajo. 
  - Derechos y deberes que en él se reconocen. 
  - Significación política del mismo. 

- ORGANIZACIÓN DEL ESTADO ESPAÑOL
  - Organización del Estado español.
  - La Jefatura del Estado. La Ley de Sucesión. 
  - El Gobierno. 
  - Las Cortes españolas. 
  - La Ley del Referéndum. 
  - La organización judicial. 

- ESTADO E IGLESIA
  - El Estado y la Iglesia. 
  - Confesionalidad del Estado español. Tolerancia: libertad de culto privado. 
  - Diversidad de planos en las relaciones entre la Iglesia y el Estado. 
  - El Concordato.

- RELACIONES INTERNACIONALES  
  - La intensificación de las relaciones internacionales. La imposibilidad de vivir aislados: interdependencia de los Estados.
  - Situación actual del concepto Estado-Nación. La necesidad de unidades superiores.
  - La comunidad internacional: organismos especializados.
  - Las agrupaciones, regionales: tendencia a su unificación política.

- ESPAÑA Y LAS CORRIENTES INTERNACIONALES 
  - España ante las nuevas corrientes internacionales: su aportación. 
  - Participación actual en organismos internacionales. 
  - Referencia específica a las organizaciones de juventud.
  - Tendencia hacia la integración europea. El movimiento intelectual. 
  - Las organizaciones europeístas: las necesidades económicas: las necesidades políticas.
  - Presencia española actual en las organizaciones europeas.

## Política económica. 6.º de bachiller
Contrariamente a lo que se podía esperar del nombre de la asignatura, con un enfoque muy técnico, se desarrollaban conceptos económicos de elevado nivel. Dada la consideración de esta asignatura como "maría", no se exigía la profundidad de otras más "primordiales", tales como Matemáticas, Lengua, etc.
PRÓLOGO
Querido alumno:

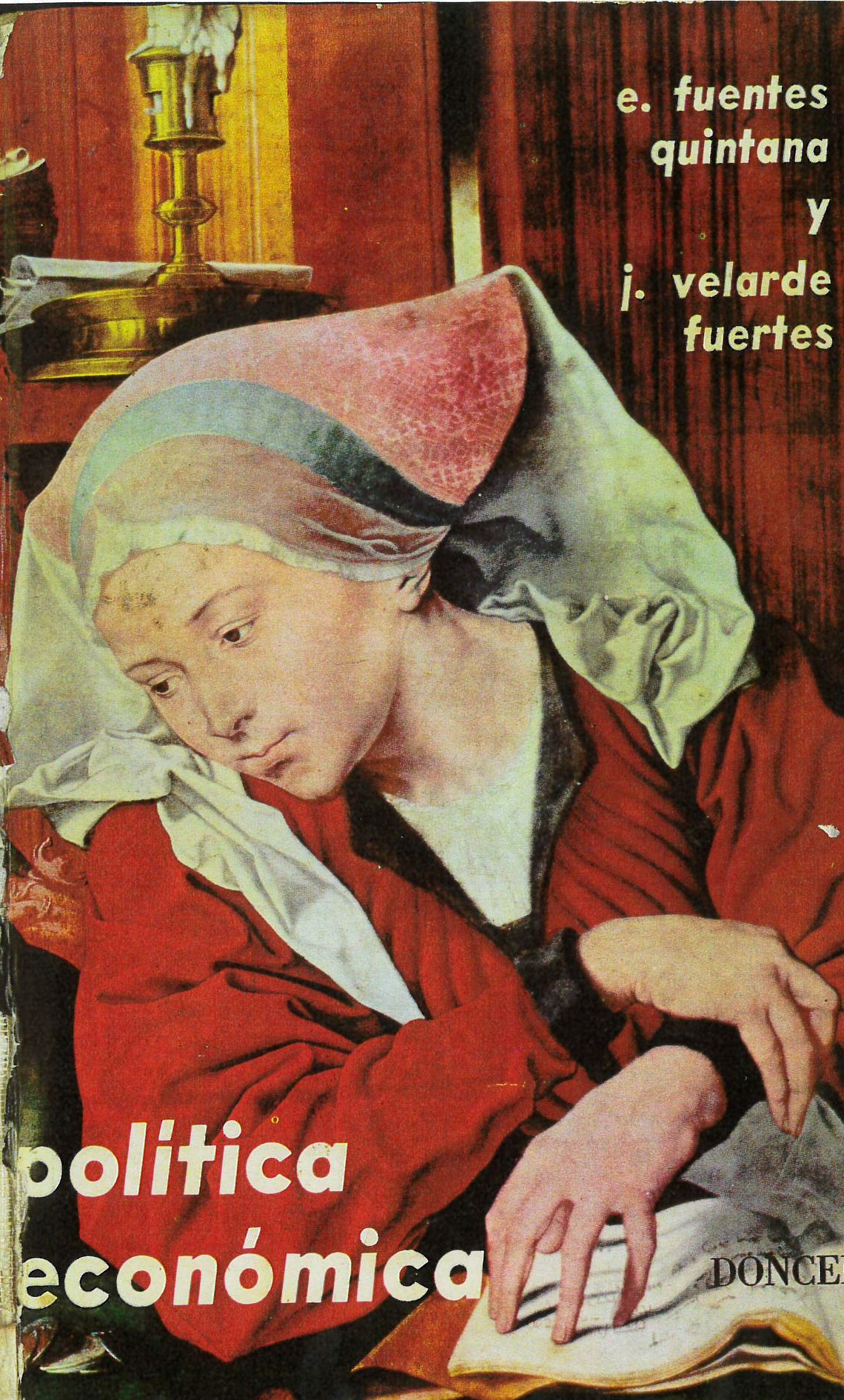
Portada del libro de Política econoómica

Estás en sexto curso de Bachillerato. A punto de dar fin a tu formación como Bachiller que tan fundamental te será en tu vida. Nuestra enhorabuena por el camino recorrido. No ha sido ni corto, ni fácil ¿verdad? Y ahora para complicarte las cosas está la asignatura «Política Económica». Ciertamente es enojosa y difícil nuestra posición porque vamos nada menos que a intentar convencerte de que esta asignatura es muy importan para tu formación. Tarea difícil, porque eso mismo suelen decirte en el largo rosario de asignaturas que has debido pasar cada mes de junio…. o septiembre. Perdónanos que nos acertamos a convencerte y malgastamos tu tiempo. Pero concédenos, por favor, un poco atención. Al menos el que te lleve la lectura detenida de esta carta.
En éste curso vamos a tratar de Economía. Sabemos que esto no-te dice nada. Si hubiéramos dicho de Física o de Historia hubieses, tenido, inmediatamente, un término de referencia de la materia de la que hemos de ocuparnos. Sabrás poca o mucha Física. Mucha o poca Historia. Pero aun en el peor de los casos -que sepas poquísimo- sabes lo que ignoras, tienes, digamos, una idea, aproximada del sentido del tema que no sabes. Con la palabra Economía no ocurre igual. ¿Qué es la Economía? ¿A qué se refiere? ¿Qué problemas aborda y cómo intenta resolverlos? Sería curioso realizar una encuesta con lo que respondieseis tú y tus compañeros a estas preguntas. En todo caso difícilmente podría ayudarte a contestar otra cosa que tu imaginación. Como es probable que ésta sea mucha por ser español y desbordada porque eres joven, quizá no te quedes callado. Pero la verdad es que te han ayudado poco -nada, diríamos mejor-, para que contestes adecuadamente. La Economía no se estudia en el Bachillerato. ¿Es que no es importante? O bien, ¿las cuestiones que se conocen estudiando Economía no forman parte, mejor dicho, no deben formar parte de la cultura del hombre medio? Nada más lejos de la verdad. El tema de la Economía es un tema vital en nuestro tiempo, las cuestiones económicas ocupan la mayor parte de las horas del día de un individuo cualquiera en la sociedad actual. Y a veces, las más, no sólo le ocupan, sino que le preocupan profundamente. Con esto queremos significar que la Economía se enfrenta con temas humanos y de la mayor importancia y también que estos temas no podrán resolverse sin el progreso de esa Ciencia que ignoras y que se llama Economía. Por esta razón, hacia el estudio de los temas económicos que hemos de intentarte plantear en este curso, ha de llevarte no sólo la obligación de estudiar una asignatura y adquirir un saber, digamos un afán especulativo y desinteresado, pues esto no lo podremos hacer sino en parte, sino fundamentalmente un cierto «fervor social» por tratar de resolver uno de los problemas básicos actuales: el problema de la pobreza, el angustioso tema para tantos seres humanos de la escasez de medios con los que satisfacer las más elementales necesidades. Permítenos citarte un párrafo de un gran maestro de la Ciencia Económica -el inglés Alfred Marshall- en el que descarnadamente se muestra las dolorosas consecuencias de esta lacra aún presente en la vida moderna:
«Aquellos a quienes a veces se llama la hez o escoria de nuestras grandes ciudades tienen muy pocas oportunidades para gozar de la amistad; nada saben de la decencia ni de la tranquilidad y muy poco de la unión en la vida familiar, y frecuentemente la religión no llega hasta ellos. Sin duda alguna, la falta de salud mental, moral y física es debida, en parte, a causas distintas de la pobreza. Pero ésta es la principal de todas.
» Aparte de la escoria de nuestras grandes ciudades, existen grandes núcleos de población, lo mismo en la ciudad que en el campo, que se crían con una alimentación deficiente y con escasez de vestidos y alojamientos, cuya educación se interrumpe en edad temprana para acudir a los lugares de trabajo en busca de medios de vida, quedando, por consiguiente, incorporados a partir de entonces a largas jornadas de agotadoras faenas, con el organismo deficientemente nutrido, no teniendo, por tanto, oportunidad para desarrollar sus facultades intelectuales más elevadas. Su vida no es necesariamente insana o desgraciada. Si albergan nobles sentimientos para con Dios y sus semejantes, y se ven alentados por algún noble ideal, pueden vivir de manera menos imperfecta que muchos que poseen una mayor riqueza material, pero, a pesar de ello, la, pobreza constituye su peor enemigo. Aun cuando gocen de buena salud, el trabajo se convierte a menudo en una causa de agudo malestar mientras que sus placeres son muy escasos; y, en caso de enfermedad, la pobreza viene a agravar sus sufrimientos. Y aunque un espíritu resignado puede hacer mucho para amortiguar dichos males, hay algunos con los cuales no se debiera transigir. Llenos de trabajo y faltos de instrucción, abatidos y abrumados por las preocupaciones diarias, sin tranquilidad y sin un momento de ocio o esparcimiento, carecen de las mínimas oportunidades para cultivar sus facultades intelectuales.
» Si bien algunos de los males que acompañan por lo general a la pobreza no se derivan fatalmente de ésta, sin embargo, con frecuencia, la perdición del pobre es su misma pobreza, y el estudio de las causas de la misma viene a ser el de los motivos de la degradación de una gran parte de la Humanidad.»
Es esta situación de nuestros semejantes la que debe inclinarte al estudio de los temas que hemos de abordar en este curso. Alguien ha dicho que el fervor social suscitado por las callejuelas sórdidas y la tristeza de las vidas malogradas constituye el punto de partida de la Ciencia Económica, ya que es justamente esta Ciencia la que debe, en gran medida, resolver estos grandes problemas humanos. Al corazón corresponde sugerir nuestras preocupaciones y problemas. Pocos tan profundamente conmovedores como restañar l.as heridas causadas por la pobreza en la sociedad presente. Sin embargo, sólo la inteligencia puede resolver estos temas; es la Ciencia la que debe precisarnos la índole y causas de la pobreza, los medios posibles de acción práctica para evitarla. La Economía está así al servicio del fervor y afecto social.
Todas éstas son razones generales, razones válidas sin el aquí o el ahora. Pero es el caso que aquí -en España--- y ahora -en 1961- hay unas razones que ofrecer además de las ya expuestas y que otorgan el máxima interés al tema económico.
En nuestro país, desgraciadamente, existen bastantes personas que viven en condiciones de pobreza. Es evidente que en algunos grupos sociales y en ciertas zonas geográficas se alcanzan niveles comparables a los de los países más prósperos. Es cierta, además, que en lo que va de siglo el avance en cuanto a nivel de vida del pueblo ha sido formidable. Y, desde luego, también es indubitable que determinadas ostentaciones, ciertas exhibiciones de tipo suntuario, que coexistían con normalidad con situaciones de pobreza extrema, son hoy repudiadas, con más fuerza de la que algunos creen, por la opinión del país.
Pero repasa los campos de Badajoz, los suburbios de Madrid, las aldeas de Granada, o, en otro sentido, los menajes y dotaciones de. muchas escuelas públicas, las posibilidades de acción de bastantes hospicios, hospitales y otros establecimientos de la Beneficencia, la alimentación de muchos de los jóvenes de tu edad y observarás cómo al lado de las medias, altas y, en ocasiones, altísimas rentas, se extiende el fantasma de la carencia, de la pobreza.
La eliminación de la pobreza puede utilizar, dos medios diferentes. El primero consiste en intentar aumentar la riqueza. Esto es, el total de bienes que un país posee. El segundo intenta distribuir más justamente la riqueza existente, evitando las situaciones de pobreza extrema. Podríamos decir, utilizando otro lenguaje, que las formas de mejorar la situación de los indigentes son dos: aumentar el pastel total de la producción o distribuir más justamente cada uno de los fragmentos de ese pastel entre los distintos individuos que viven en un país.
Como podrás comprobar por la lectura de este libro, ambas tareas están erizadas de dificultades, La primera de ellas -aumentar la producción total- supone ante todo crear nuevas empresas, desarrollar nuevas actividades que produzcan más bienes. España aumentará su producción cuando aumente el regadío de sus tierras, se eleve la cantidad de fertilizantes que en ellas se emplean, se utilice más maquinaria en los cultivos y en la recolección de las cosechas. Cuando sus minas estén mejor equipadas de maquinaria y utensilios de trabajo. Cuando aumente la cantidad de establecimientos industriales que producen los distintos bienes. A medida que el comercio se mejora y se equipa con establecimientos capaces de rebajar los precios y extender el consumo de los bienes. Mas la realización de todas estas actividades supone un gasto ingente, Los economistas llamamos al gasto que anualmente efectúa una economía para aumentar su potencia productiva, inversión. Ahora bien, estas inversiones deben salir de algún lugar. Debe realizarlas alguien que tenga el ahorro suficiente para poder gastarlo en los distintos proyectos de ampliación de las empresas. Pero no ahorra todo el que quiere, sino el que puede. El que tiene los medios precisos, los ingresos suficientes, para poder ahorrar. Esto explica que el ahorro sea más elevado a medida que lo es la producción de un país. Estado Unidos ahorra más que España porque su producción supera a la nuestra. Nuestra cifra de ahorro está, por lo tanto, limitada por la producción y ello explica que nuestro ahorro no sea muy elevado. Aumentar su cuantía e intensificarla son, sin embargo, deberes inexcusables para mejorar nuestro futuro. Para eliminar la Pobreza debe cuidarse los sectores donde se invierte (plan de inversión).
Por otro lado, cabe eliminar las situaciones de indigencia distribuyendo más justamente el pastel de la producción. Procurando evitar las grandes desigualdades entre ricos y pobres, Ahora bien, lograr que disminuya el número de pobres, rebajando el número de los ricos, es empeño, en principio, simpático y loable. Pero se trata de una empresa erizada de dificultades.
Para conseguirlo existen dos caminos, que han de recorrerse simultáneamente. El uno es el que procura igualar la distribución de la propiedad; es decir, el que dificulta qué en las grandes empresas, grandes propietarios controlen, sin cortapisas, determinados procesos productivos; el otro, el que trata de proporcionar iguales posibilidades a las personas de igual talento y habilidad.
No creas que esto es fácil. Para que comprendas lo dificultoso del camino de los políticos de tu Patria, conviene que tengas presente que la gran propiedad sin cortapisas es fuente de gran riqueza, y que la riqueza, por si misma, da origen al Poder. De tal forma, buena parte. de la acción de los patriotas se esteriliza por la potencia que la riqueza acumula.
La igualdad de oportunidades es algo bien difícil de logra. La única manera de conseguirlo es ofreciendo una igualdad de posibilidades en la instrucción. En este sentido, ¿sabes que más de la tercera parte -en estas cifras se excluyen los niños- de los habitantes de Las Palmas y más _de la cuarta parte de los de Almería, Córdoba, Granada, Ciudad Real, Albacete, Badajoz, Málaga y Jaén son analfabetas? ¿Conoces el detalle de que el artículo 11 de la vigente Ley de Enseñanza Primaria dispone que habrá un maestro por cada 35 niños, y que sólo nueve provincias de toda la Patria -Álava, Soria, Navarra, Lérida, Gerona, Huesca, Guadalajara, Tarragona y Baleares- cumplen está condición, correspondiendo 93 niños por maestro a Jaén, 92 a Málaga y Ciudad Real, 89 a Albacete, 88 a Granada, 87 a Córdoba, 84 a Las Palmas, 83 a Sevilla y 82 a Cádiz?
Y si estas trabas tiene la instrucción en el terreno de la Enseñanza Primaria, imagínate lo que pasará en la Media y en la Superior. He aquí, pues, otro gran campo de acción, que se sigue ya. en la actualidad -en 1900 más de la mitad de la población española era analfabeta; en, 1940 se rebasaba algo la cuarta parte; hoy el porcentaje de analfabetos es sólo del orden del 10 por 100-, pero que conviene expansionar con precisión.
Si tú crees que es interesante eliminar la pobreza, actuando sobre el doble frente que hemos señalado, quizá puedas apasionarte con las lecciones que siguen. Tu fogosidad de joven y de español puede aconsejarte medidas rápidas, contundentes, para lograr la desaparición de la pobreza. Verás, en este libro, que eso no es posible. Es necesario el trabajo, quizá monótona, pera infinitamente más fecundo, de cada día en vez de un violento esfuerzo desesperado, al que sigue la apatía.
En España, lo corriente entre los preocupados por el problema de la pobreza fue el propugnar soluciones tajantes, rápidas y, naturalmente, simplistas. Múltiples banderas políticas prohijaron tal cosa; el anarcosindicalismo 1.200,000 afiliados en 1932-, el socialismo criptocomunista del grupo de Largo Caballero, el comunismo. El caos de 1936 se debe, en buena parte, a la existencia de estas confusas ideas.
Por eso no deja de tener su interés el que este libro procure chapuzar en el agua fría de la ciencia económica a delirantes cabezas juveniles españolas; esto es, que trate de que comprendas hasta qué punto es preciso que los problemas sociales, en su vertiente material, se observen con rigurosidad científica.
Esto es profundamente radical. Un gran español, Unamuno, a principios de siglo, señalaba cómo la enseñanza de la economía en los estudios medios, que él propugnaba, era torpedeada por las clases más ricas. De tal forma ésta -de un modo bastante consciente- lograban que la así ignorante población española creyese que sus males venían del clero o de los militares, y no comprendiesen, al apartarse de la ciencia económica, el papel que en su pobreza jugaban determinados elementos de nuestra estructura social.
También adquirirás con él conciencia de tu responsabilidad. Es muy fácil señalar defectos; más difícil, comprender nuestra participación. en su gestación, y más difícil todavía, saber el papel que conviene representar para solucionarlos.
Finalmente, hemos tratado de que con su lectura recibas una lección de humildad. La juventud es propensa a opinar que todo lo hecho hasta el momento es malo, y que solo cuando ella actúe las cosas irán mejor. Verás en sus páginas cómo han trabajado los españoles en todas las épocas, Cómo ha habido, muchas veces, excelentes gobernantes. Cómo vives hoy mucho mejor que vivirías si hubieses nacido en la España de la Restauración, y cómo ello se loga gracias al esfuerzo de tus padres. Y cómo ellos vivían mejor en su niñez que si hubiesen nacido al alborear el siglo, y cómo ello se debía al esfuerzo de tus abuelos.
Prepárate, pues, a ocupar tu puesto dentro de muy pocos años. Si en ese momento adquieres, gracias a este libro, idea de cómo actuar, sin demagogia y sin displicencia, en favor de tus hermanos, los pobres españoles, nos daremos por más que satisfechos.
Una palabra más. En las páginas que siguen, no hemos ocultado nada. Considerándote ya un hombre te exponemos, procurando hacerlo con la rigurosidad que encuentras en la física o las matemáticas, bastantes puntos dolorosos de nuestro panorama social. No disfrazamos nada. Como aconsejó José Antonio, buscamos el camino amargo de la crítica. Si eliminásemos los aspectos negativos, es posible que hiciésemos de ti un buen nacionalista, pero no lo que pretendemos que seas: un buen español.
Así llegamos al fin de nuestra carta. No vale ser largos. Hemos intentado exponerte por qué debes estudiar Economía. En apretada síntesis te hemos dado nuestras razones definitivas. Pero hay más razones. ¿Querrás, si las primeras te han convencido -y tu generoso corazón nos hace sospecharlo así-, seguir adelante?
En todo caso, muchas gracias por haber leído hasta aquí.
Enrique FUENTES QUINTANA, Juan VELARDE FUERTES.
Madrid, octubre 1959.

Índice
- LA ACTIVIDAD ECONÓMICA Y LA ACTIVIDAD SOCIAL
  - La actividad económica y la actividad social.
  - Los tres problemas básicos de la convivencia económico-social; qué bienes han de producirse, cómo y para quién han de producirse.
  - La adopción de decisiones sociales sobre estos tres problemas básicos: los diferentes sistemas económicos.
  - La economía de mercado y la economía de dirección central.

-  EL PROCESO ECONÓMICO EN LA VIDA COLECTIVA
  - El proceso económico en la vida colectiva: el circuito de la producción y consumo de bienes.
  - Los diversos factores de precios para la producción de bienes: naturaleza, trabajo, capital y actividad empresarial.
  - La técnica, la especialización y las facilidades de intercambio como factores determinantes de la producción social.

- LA RENTA NACIONAL
  - La renta nacional como resultante del proceso económico colectivo: su concepto.
  - Cómo puede medirse la renta nacional.
  - Las variaciones de la renta nacional en el tiempo: cómo apreciar por ellas el bienestar económico de una colectividad.
  - La población como dividendo en la renta nacional. Sus problemas esenciales

- LA RENTA NACIONAL ESPAÑOLA
  - La renta nacional española: su estimación.
  - Principales oscilaciones de la renta nacional española en el presente siglo.
  - La renta nacional española en relación con las de otros países.
  - Posición de la economía española y la economía mundial.
  - Repercusiones sociales de la cuantía de nuestra renta nacional.
  - La renta nacional de España, la renta nacional por cabeza y la renta por individuo activo: sus diferencias.

- LA POBLACIÓN ESPAÑOLA
  - La población española: su desarrollo.
  - La población española: su actividad y especialización.
  - Los problemas de la inmigración y del éxodo rural: sus aspectos económicos

-  LA PRODUCCIÓN RURAL ESPAÑOLA
  - La producción rural española. Su entidad dentro de la renta nacional.
  - Problemas planteados por los factores naturales, el trabajo; el capital y la organización de la empresa en la producción rural española.
  - Repercusiones sociales y políticas del paro estacional. La distribución de la propiedad del suelo y la capitalización del campo en España.
  - Las actividades extractivas en la economía española.
  - Su valor dentro de la renta nacional.
  - Problemas básicos que afectan a la pesca española.

- LA MINERÍA ESPAÑOLA
  - La minería española: sus características principales.
  - mano de obra, la capitalización y la organización de la empresa minera en España: repercusiones sociales del problema planteado por estos factores.

- LA INDUSTRIA ESPAÑOLA
  - La industria española.
  - El proceso de industrialización de España.
  - La Industria básica y la Industria transformadora española: sus relaciones.
  - Los principales factores limitativos del crecimiento industrial de España.

- TRANSPORTES, COMUNICACIONES Y COMERCIO INTERIOR
  - EI sistema español de transporte.
  - Sus características principales y los problemas planteados por el mismo al proceso de producción-y. consumo de bienes.
  - Las comunicaciones en España.
  - El comercio como actividad en el proceso económico español.
  - Los mercados de abastecimientos de bienes de consumo en España.
  - La organización de los mercados de bienes de producción.

- ORGANIZACIÓN MONETARIA Y DE MERCADO DE CAPITALES EN ESPAÑA
  - El dinero y el crédito: la Banca.
  - La organización monetaria y bancaria de España.
  - El Banco de España: su funcionamiento.
  - La banca privada española: sus principales características.
  - Los mercados de capital.
  - Las Bolsas de valores españolas.

- EL COMERCIO EXTERIOR DE ESPAÑA
  - El comercio exterior de España.
  - El papel del comercio exterior español en nuestra economía.
  - La necesidad de fomentar las exportaciones españolas.
  - España ante los procesos mundiales de integración económica.

- LA INTERVENCIÓN PUBLICA EN LA PRODUCCION
  - La intervención del Estado español en la producción.
  - Papel de la organización sindical en la marcha económica.
  - Los monopolios en la economía española y la necesidad de su regulación.
  - La política de estabilización de la economía española.

- LA DISTRIBUCIÓN DE LA RENTA
  - La distribución de la renta nacional española a través de nuestro sistema tributario.
  - Función distribuidora de servicios y seguros sociales.
  - El principio de igualdad de oportunidades como meta social española.

- EL SISTEMA ECONÓMICO EN FUNCIONAMIENTO
  - El funcionamiento de la economía española: su historia.
  - Cómo se consigue el actual equilibrio económico español.

## Política social. 6.º de bachiller. 2.ª parte
PRÓLOGO

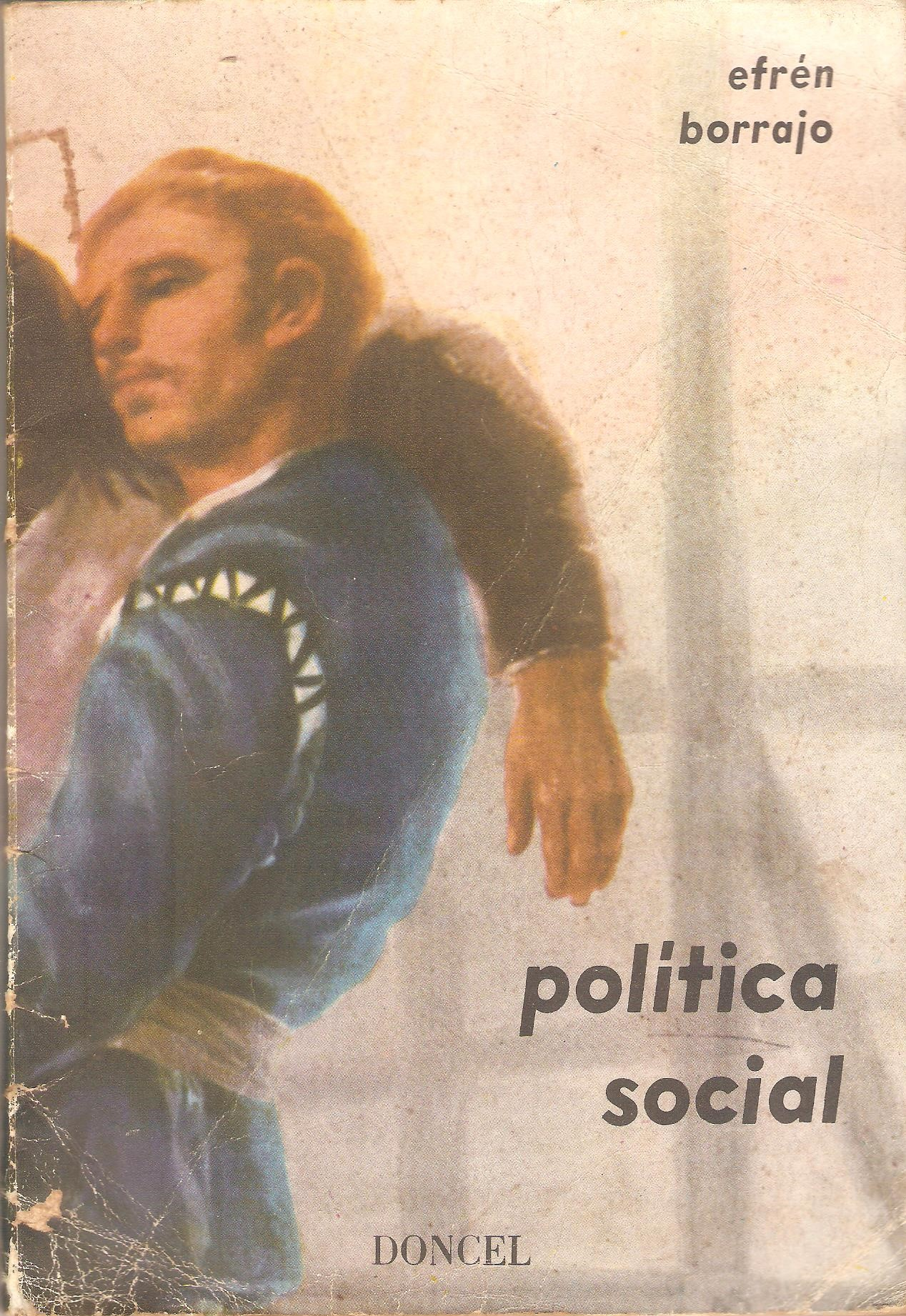
Portada del libro Política Social

Las lecciones que forman esta «Introducción a la Política Social» recogen, de acuerdo con el Programa oficial elaborado por la Delegación de Juventudes y aprobado por el Ministerio de Educación Nacional, los siguientes temas:
1.	El problema social de nuestro tiempo, o cuestión social, problema al que la política social trata de dar solución acomodada a los imperativos de la justicia social.
2.	Las distintas exigencias de la persona humana en el orden del trabajo, del salario, de la organización interna de la empresa, de la educación general y profesional, del empleo, de la seguridad económica y social y, sobre todo, del ocio.
3.	Las posibilidades de acción individual y colectiva para resolver estos problemas, con una especial referencia a la acción conjunta de las minorías y de las masas en los movimientos sociales contemporáneos y, dentro de éstos, en el movimiento sindical.
La idea cardinal en el desarrollo de los tres órdenes de cuestiones es la visión de la vida humana como un quehacer al servicio de una vocación propuesta por Dios al hombre para que ocupe y sirva un determinado puesto en el orden de la Creación. Como la vida humana se desarrolla en un mundo de cosas con los otros hombres, entran en juego factores materiales y sociales, y de ahí la segunda idea fundamental del estudio: la situación social, y con ella la consideración de la categoría de posibilidad.
El hombre hace su vida de acuerdo con una vocación, pero la hace dentro de un repertorio de posibilidades. Zubiri ha fijado en términos exactos esta realidad.
La política en general, y la política social en especial, si bien tienen como destinatario de sus medidas al hombre que quiere vivir como persona, no pueden hacer por sí solas al hombre libre, sino que, nada más y nada menos, puede abrir o cerrar esas posibilidades dentro de las que juega la libertad de acción de cada uno.
El punto de partida es, pues, individualista, pero al reconocerse la función de las posibilidades en la vida humana, el individualismo se hace social.
La exposición de cada tema es, en principio, independiente de la de los demás, pero la obra aspira a formar, en su conjunto, un cuerpo de doctrina unitaria, que podría titularse «las garantías de la igualdad de oportunidades en una sociedad libre».
El número de citas de autoridad es mínimo, de acuerdo con las exigencias pedagógicas del libro. Sin embargo, el profesor, por la simple lectura de los distintos capítulos, podrá encontrar la fuente próxima o remota de cada uno de ellos sin mayor dificultad. Entre ellas, ocupan un lugar impar, por su autoridad y por su alcance universal, las Encíclicas Sociales de los Sumos Pontífices.
Madrid, 25 de julio de 1959.
Día del Apóstol Santiago.
NOTA PARA LA QUINTA EDICIÓN
Este pequeño libro alcanza ahora su quinta edición. Se mantiene casi íntegro su texto original, pero hay que decir que lo que en 1959 fue «anticipación», propuesta a aspiración, empieza a ser, en buena medida, realidad cotidiana, tarea política de la administración, norma y precedente. El principio de «la igualdad de oportunidades» se proclama en Leyes ordinarias y, lo que es más importante, se «garantiza» con las instituciones económicas adecuadas. La protección escolar (viejo tema de estudio en nosotros, desde 1953) se articula como política y se convierte, superada la fase de un simple remedio de situaciones individuales extremas, en la pieza medular de la política social del Estado: la promoción del talento es una urgencia colectiva de cara al «desarrollo económico».
Se mantiene, pues, actual el contenido del libro redactado en 1959, sobre un cuestionario dado. En espera de una reelaboración profunda, con un programa más rico en temas, se han introducido ligeros cambios, entre los que se destacan estos dos: uno, material, al sustituir la antigua lección VIII, demasiado abstracta, sobre «La política social y sus posibilidades», por el esquema de «La propiedad»; y otro, puramente didáctico, al subdividir las preguntas del cuestionario inicial con numerosos epígrafes que sostengan, como en un andamiaje, la atención del joven lector.
En fin, se mantiene en el libro la finalidad de ofrecer una base para el diálogo entre los verdaderos protagonistas del estudio: el alumno y su profesor.
Valencia, 19 de marzo de 1965.
Día de San José.

índice
- I.- LA CUESTIÓN SOCIAL.
  - El sentido social de la vida humana: necesidad del orden político.
  - La política como pedagogía social.
    - a) Autonomía personal.
    - b) La disciplina política: razón y límites.

  - Necesidad de una política social.
    - a) La igualdad de oportunidades.
      - a. La teoría de la desigualdad natural (Grecia y Roma).
      - b. La igualdad cristiana y su realización.
      - c. La teoría del " propio estado".
      - d. La vocación como clave social.

    - b) Las clases sociales.
    - c) El proletariado y la cuestión social.
    - d) El deber del Estado es garantizar la igualdad de oportunidades.
    - e) La política· social.

- II.- EL TRABAJO.
  - El trabajo. Concepto y significado.
    - a) Trabajo y producción.
    - b) Trabajo y vocación.
    - c) Trabajo y espíritu de creación.
    - d) Trabajo y pensamiento.

  - El trabajo, factor social.
  - La empresa como comunidad de intereses. La libre iniciativa.
    - a) Elementos de la empresa.
    - b) El taller artesano.
    - c) La empresa capitalista.
    - d) La empresa, comunidad.
    - e) El Estado, empresario.
    - f) La participación del personal en la empresa.

  - Realizaciones españolas.
  - El salario.
    - a) El salario como precio.
    - b) El salario como medio de vida.
    - c) El salario vital.
    - d) El salario familiar.
    - e) La socialización del salario: el Seguro Familiar.

- III.- EL NIVEL CULTURAL.
  - Nivel cultural y cualificación profesional de la población española.
    - a) Nivel cultural.
    - b) Situación profesional.

  - Educación para todos.
  - El nivel de cultura general.
  - Selección en base a la capacidad, vocación y rendimiento.
    - a) La política de protección escolar.
    - b) Elementos de la profesión.
    - c) Las garantías de la libertad profesional.
      - a. Vocación y aptitud.
      - b. Las limitaciones de la vocación.

    - d) La política social de educación.
    - e) Realizaciones españolas.

  - La cualificación profesional. Realizaciones españolas en este sentido.

- IV.- EL TIEMPO LIBRE.
  - El problema del ocio.
    - a) El sentido clásico del ocio.
    - b) El sentido moderno del ocio: el tiempo libre.
    - c) La alegría en el trabajo.

  - El entretenimiento del ocio: hacia un aprovechamiento humano del tiempo.
  - La multiplicación de posibilidades y la protección a la iniciativa.
  - La vida corporal sana.
  - El cultivo del espíritu.

- V.- LA SEGURIDAD SOCIAL.
  - El valor vital de la seguridad.
  - La seguridad social.
  - La protección de la salud.
  - La seguridad en el empleo.
  - La protección familiar.
  - La previsión del futuro.
    - a) La asistencia familiar y social.
    - b) La previsión voluntaria.

  - Los seguros sociales y la seguridad social total.
    - a) Característica.
    - b) Beneficiarias.
    - c) Riesgos cubiertos.
    - d) Principio de subsidiariedad.

  - Realizaciones españolas.
    - a) Cuadro general actual.
    - b) Perspectivas.

- VI.- LA PROPIEDAD.
  - El derecho de propiedad.
    - a) Concepto y caracteres.
    - b) Elementos.

  - Los sujetos del derecho de propiedad.
  - El objeto de la propiedad: los bienes.
    - a) Cosas y servicios.
    - b) Caracteres de los bienes.

  - Clasificación de los bienes apropiables.
    - a) Bienes libres y bienes económicos.
    - b) Bienes de consumo, de uso y de producción.
    - c) Bienes muebles e inmuebles.
    - d) Bienes necesarios, congruentes y superfluos.

  - Naturaleza moral del derecho de propiedad.
    - a) La apropiación: fundamento ·y límites.
    - b) La propiedad privada como derecho natural secundario.

  - Función social de la propiedad privada.
    - a) Bien común nacional y universal.
    - b) Cargas sociales.

  - La propiedad pública.

- VII.- LOS MOVIMIENTOS SOCIALES.
  - La solución de los problemas sociales. El esfuerzo individual y los esfuerzos colectivos.
    - a) La promoción social en la Histeria.
    - b) La tesis fatalista.
    - c) La evolución social cerno tarea de libertad.
      - a. Minorías y masas.
      - b. La acción revolucionaria.

    - d) Cambio político y cambio social.

  - Los movimientos sociales en España.
    - a) Tácticas de acción social.
    - b) La dependencia del Estado Liberal.
    - c) Las ideologías proletarias.
      - a. El anarquismo.
      - b. El socialismo.

    - d) La acción revolucionaria.
    - e) La acción estatal.

- VIII.- EL SINDICALISMO.
  - La superación sindical.
  - Origen y evolución del sindicalismo.
    - a) El sindicalismo reivindicativo
    - b) El sindícate colaborador.

  - La organización sindical española. Características y principios en los que se basa.
  - Esquema general de la organización sindical española. La relación con el Estado.
  - El Sindicato como gran cauce de participación y de armonía social.

## Libros en el Bachillerato de niñas
Posiblemente, uno de los aspectos que mayor polémica puede generar es el diferente currículo planteado a los alumnos y a las alumnas. Todo ello se basaba en el fin educativo diferente que la educación durante el franquismo asignaba a los alumnos y a las alumnas. Se educaba al niño para que el día de mañana fuese un hombre combativo y valeroso que trabajase por el sostenimiento de su familia y de su patria. Por otro lado, a la niña se la educaba para ser femenina, una dulce esposa, una ama de casa tenaz y emprendedora, y una madre amorosa, supeditada siempre al varón cabeza de familia. 
El temario propuesto para las alumnas presenta unos contenidos mucho más sociopolíticos, que probablemente obedezcan al ser desarrollados por la Sección Femenina, rama femenina del partido Falange Española Tradicionalista y de las JONS.
El currículo de la Formación del Espíritu Nacional para los alumnos sin dejar a un lado el adoctrinamiento en los valores nacional-catolicistas, estaba subordinado a las directrices del régimen, evolucionando desde un inicial pensamiento falangista hasta un pseudoliberalismo. Este currículo fue desarrollado por diferentes autores de prestigio que permitieron un ideario más amplio y un tanto menos politizado. Entre estos autores destacan políticos como Manuel Fraga Iribarne y Torcuato Fernández Miranda, escritores como Jaime Capmany, Dionisio Ridruejo y Torrente Ballester, rectores universitarios como Pedro Laín Entralgo y Antonio Tovar, economistas como Enrique Fuentes Quintana y Juan Velarde Fuentes y destacados profesores universitarios como Julián Marías, Antonio Romeu de Armas,  José Ferrater Mora, Xavier Zubiri, Florentino Pérez Embid o Rafael Calvo Serer.
El currículo de la Formación del Espíritu Nacional para las alumnas, desarrollado por la Sección Femenina procuró formarlas como fervientes patriotas, piadosas cristianas y sacrificadas hijas, esposas y madres dentro de la familia tradicional, en la que la mujer quedaba supeditada al varón. Se desarrollaron programas que divulgaban conocimientos sanitario-sociales, tales como el apoyo a la higiene familiar, proporcionándoles conocimientos de puericultura, higiene, nutrición, labores de casa y orden en el hogar. Naturalmente, se divulgaban las leyes políticas y sociales vigentes, así como la visión falangista de la historia de España y la religión basada en un catolicismo tradicional, siguiendo las consignas políticas del Movimiento y las religiosas de la Iglesia.
Como muestra de la distinción por sexos, se adjunta el índice del libro del primer curso de Bachillerato, Ed. Sección Femenina de FET y de las JONS (año 1965).
FORMACIÓN POLÍTICO SOCIAL
Primer curso de bachillerato (1965)
ÍNDICE
- Lección I. La familia
- Lección II. Los hijos

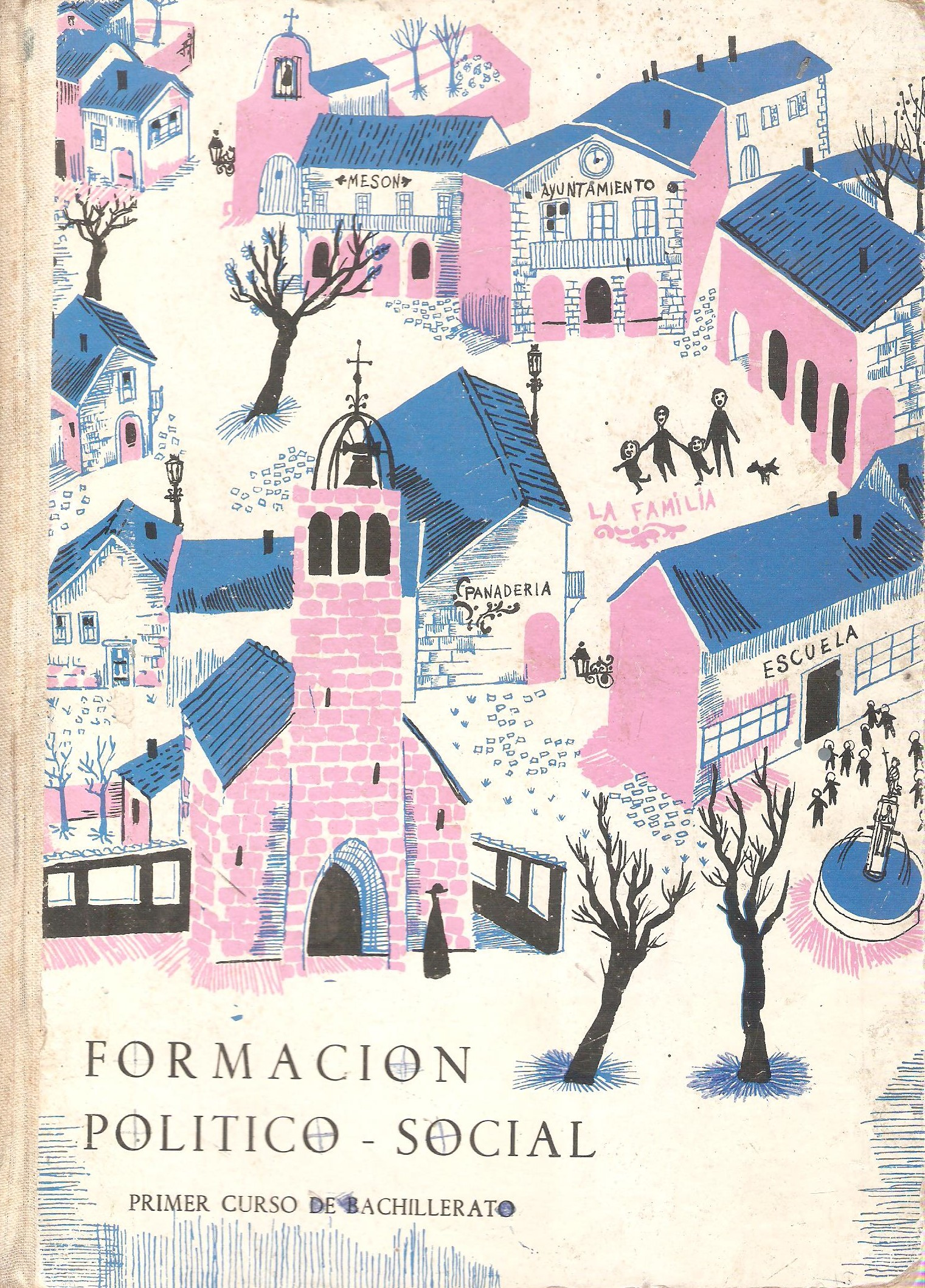
Portada del libro de FORMACIÓN POLÍTICO SOCIAL, de la asignatura de Formación del espíritu nacional del primer curso de bachillerato. Ed. Sección Femenina de FET y de las JONS (año 1965)

- Lección III. Mi servicio a la familia
- Lección IV. La belleza en la vida familiar
- Lección v. Nuestro aspecto personal
- Lección VI. El arte de comer
- Lección VII. El trato de los animales domésticos
- Lección VIII. Las virtudes familiares
- Lección IX. El colegio
- Lección X. La vida escolar
- Lección XI. Nuestro servicio en el colegio
- Lección XII. La convivencia social del colegio
- Lección XIII. Las virtudes sociales del colegio
- Lección XIV. La parroquia
- Lección XV. La vida parroquial
- Lección XVI. El culto litúrgico
- Lección XVII. Las fiestas religiosas
- Lección XVIII. Las cosas sagradas
- Lección XIX. El municipio
- Lección XX. Nuestro comportamiento en la ciudad

## Universidad
En la universidad existió desde 1944 una asignatura semejante denominada Formación política, obligatoria para los tres cursos de todas las carreras universitarias. Este era su plan de estudios:

Artículo quinto. Los cursos para la formación política se desenvolverán según el siguiente plan:

Primer curso. La esencia de lo español, su olvido y su recuperación. 
Primera parte: La esencia de lo español.
Segunda parte: Lo antiespañol en la Historia.
Tercera parte: El Movimiento Nacional, como esfuerzo para la recuperación de lo español.
Segundo curso. La realidad económica, social y política de España. 
Primera parte: La realidad económica de España. 
Segunda parte: La realidad social de España. 
Tercera parte: La realidad política de España. 
Cuarta parte: La política exterior de España. 
Tercer curso. La empresa del Movimiento Nacional. 
Primera parte: La nueva organización económica. 
Segunda parte: La nueva organización social. 
Tercera parte: Organización político-administrativa del nuevo Estado. 
Cuarta parte: Misión de España en el mundo. 

## La Formación Política, Social y Económica de la Ley General de Educación de 1970
La Ley General de Educación de 1970 cambió el nombre de la asignatura por el de "Formación Política, Social y Económica". Se impartiría en el Bachillerato Unificado Polivalente (BUP). Dos horas en segundo y dos horas en tercero. En este último curso se debían estudiar "Las Leyes Fundamentales del Estado Español", "La Ley de Principios del Movimiento Nacional" y la "Organización del Estado". Pero era en la definición de los objetivos específicos de la asignatura donde se podía apreciar mejor la continuidad entre la "Formación Política, Social y Económica" y la Formación del Espíritu Nacional, pues uno de ellos era:

[la] comprensión de los valores y potencialidades de la doctrina política del Movimiento Nacional como la más adecuada a la realidad española.

Otra prueba de la continuidad entre las dos materias es que la "Formación Política, Social y Económica" no sería impartida por los profesores ordinarios sino por profesores propuestos por la Secretaría General del Movimiento, como ya ocurría con la Formación del Espíritu Nacional. Así lo establecía el artículo 136.3 de la Ley General de Educación de 1970.

## Supresión y enseñanza de los valores democráticos
En la transición se suprimió la Formación del Espíritu Nacional (y su sucedáneo de la Ley de 1970, la "Formación Política, Social y Económica") y durante cierto tiempo se impartió una asignatura denominada Convivencia en democracia, que desarrollaba contenidos de ciencia política, destinada a los alumnos del curso final de la etapa obligatoria (8.º de EGB 13-14 años). Posteriormente, en 1979 se añadió a la asignatura Historia de España de 3.º de BUP contenidos sobre la Constitución española de 1978.
La reforma educativa de la LOGSE (1990) introdujo el concepto de enseñanzas transversales (educación para la salud, educación vial, respeto al medio ambiente, educación no sexista, tolerancia y respeto a las diferencias de todo tipo, etc.), que debían conformar la educación en valores desde todas las asignaturas del currículo, sin ser en sí mismas asignaturas evaluables.
En 2007 se estableció la asignatura Educación para la Ciudadanía en un curso de Educación Primaria, y en otro de Educación Secundaria Obligatoria (ESO).